# 드와이트 D. 아이젠하워의 군경력
드와이트 D. 아이젠하워의 군 경력은 1911년 6월, 미국 육군사관학교 웨스트포인트에서의 사관생도로서 군 복무를 시작했다. 웨스트포인트를 졸업하고 1915년 6월 "별들이 쏟아진 기수"의 일원으로 미국 육군의 소위로 임관했다. 이후 30년간 계급을 올려 제2차 세계 대전의 가장 중요한 연합군 장군 중 한 명이 되었고, 1944년에는 육군 원수로 진급했다. 아이젠하워는 1952년 대통령 선거에서 승리한 후 군에서 은퇴했지만 1961년 3월 의회의 법안에 의해 육군 원수 계급이 복원되었다.
1915년 미국 육군사관학교를 졸업한 후 아이젠하워는 포트 샘 휴스턴의 미국 제19보병연대에 배속되었다. 제1차 세계 대전 내내 미국 본토에서 복무했으며, 전쟁이 끝날 무렵에는 전차 승무원을 훈련시키는 대대의 지휘관이었다. 전쟁 후 미국 본토를 횡단하는 대륙횡단 자동차 호송대의 일원으로 복무했다. 1922년 파나마 운하 지대로 전근되어 폭스 코너 장군 밑에서 복무했다. 그 후 존 J. 퍼싱 장군의 지휘 아래 미국 전투 기념물 위원회에서 복무했다. 1929년, 프레더릭 허프 페인 전쟁부 차관의 참모로 복무했던 조지 밴 혼 모즐리 장군의 부관이 되었다. 1935년, 아이젠하워는 더글러스 맥아더 장군과 함께 필리핀으로 가서 필리핀 육군을 개발하는 임무를 맡은 군사 고문으로 복무했다. 아이젠하워는 1939년 미국으로 돌아와 루이지애나 기동훈련에서 월터 크루거 장군의 참모장으로 참여했다.
미국이 제2차 세계 대전에 참전한 후 조지 마셜 장군은 아이젠하워를 워싱턴 D.C.의 전쟁 계획국에 배정했다. 아이젠하워는 1942년 6월 영국 주둔 미군 사령관이 되었고, 프랑스령 북아프리카에 대한 연합군의 침공인 횃불 작전을 지휘하도록 배정되었다. 횃불 작전의 성공 후 아이젠하워는 성공적인 연합군의 튀니지 침공을 이끌었고, 1943년 5월 모든 추축국 병력의 항복을 강요했다. 아이젠하워는 이탈리아 전역의 초기 단계를 이끌었지만 이후 1943년 12월 서유럽에 대한 연합군의 침공을 이끌도록 배정되었다. 노르망디에 대한 연합군의 침공인 오버로드 작전의 최고 사령관으로 복무했으며 프랑스에서의 후속 작전들을 지휘했다. 오버로드 작전의 성공 후 연합군은 서유럽의 대부분을 빠르게 장악했지만 독일군은 벌지 전투에서 대규모 반격을 시작했다. 그 전투에서 연합군의 승리 이후 독일군의 저항은 빠르게 무너졌고, 아이젠하워는 1945년 5월 독일의 항복을 받아들였다.
전쟁 후 아이젠하워는 독일의 미국 점령 지역 사령관으로 복무했다. 1945년 11월 마셜의 뒤를 이어 미국 육군참모총장이 되었다. 아이젠하워는 1948년 컬럼비아 대학교 총장이 되기 위해 현역에서 물러났지만 1951년 다시 육군에 합류하여 NATO의 초대 최고 사령관이 되었다. 1952년 미국 대통령 선거에 출마하기 위해 다시 육군을 떠났고 그의 대통령 후보직은 성공적이었으며 1953년 1월부터 1961년 1월까지 대통령으로 재직했다.

## 초기 (1915년~1918년)
아이젠하워는 1915년 미국 육군사관학교 "별들이 쏟아진 기수"를 졸업했으며, 164명 중 61위를 차지했다. 축구 중 입은 무릎 부상과 승마 중 악화된 부상으로 인해 정부가 나중에 아이젠하워에게 의료 전역 및 장애 연금을 지급할 수도 있었지만, 거의 졸업 후 임관하지 못할 뻔했다. 이는 가우초 생활에 호기심이 있었던 아이젠하워에게는 받아들일 수 있었고, 아르헨티나 여행을 계획하기 시작했다. 웨스트포인트의 최고 의료 책임자는 그를 해안포병대에 임관시키겠다고 제안했지만, 아이젠하워는 그것을 "최소한의 흥분"을 제공하는 것으로 보고 민간인이 되기를 선호했다. 그 의사는 아이젠하워가 기병대 임명을 추구하지 않는다는 데 동의하면 그를 임관시키겠다고 제안했다. 아이젠하워는 보병 장교가 되려고 했으므로 기꺼이 동의했다. 부상 때문에 웨스트포인트의 학술 이사회는 아이젠하워의 임관에 반대했지만, 의사는 전쟁부와 성공적으로 중재했고 아이젠하워는 1915년 9월 소위로 임관했다.

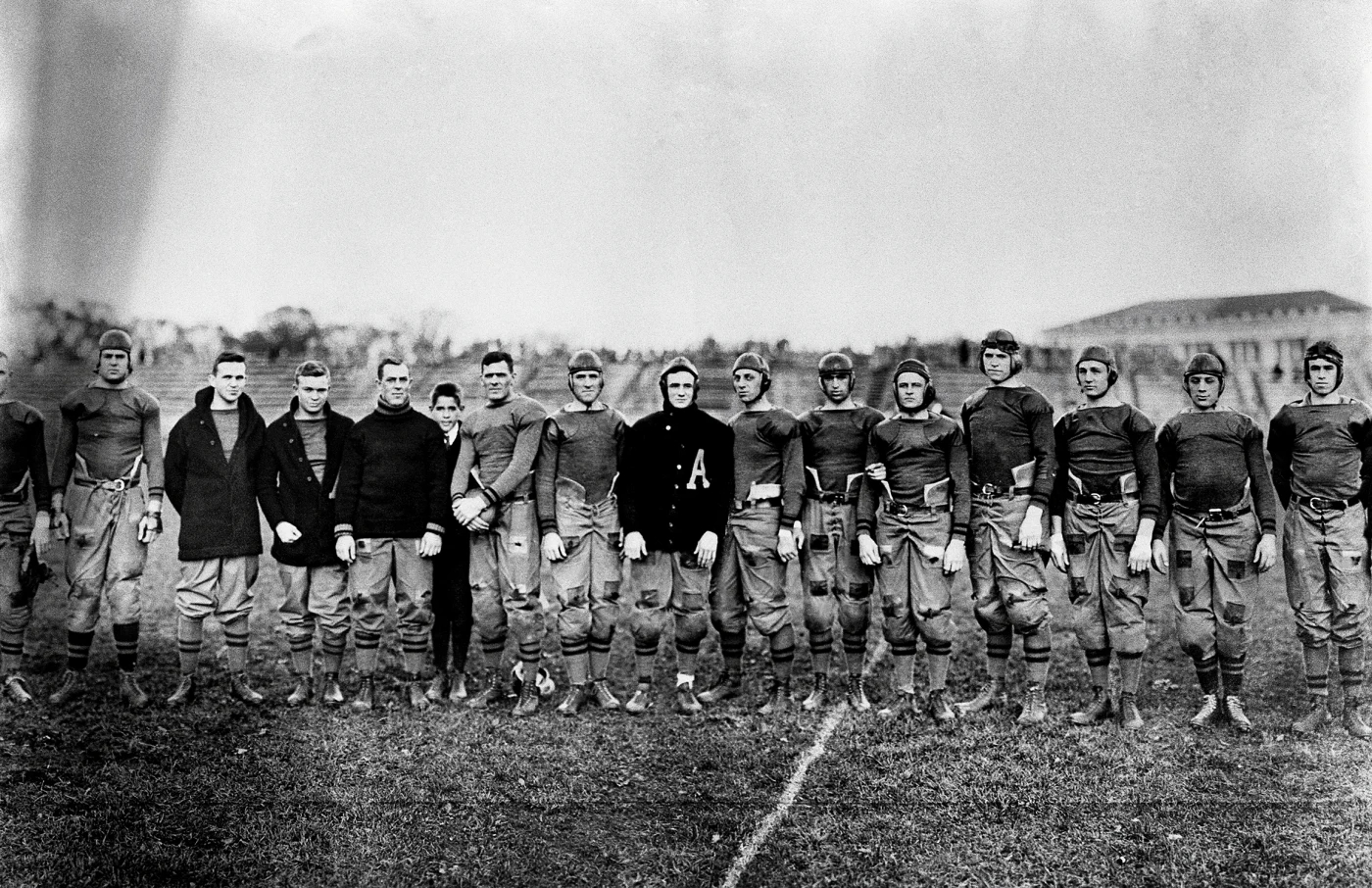
1912년 웨스트포인트 축구팀. 드와이트 D. 아이젠하워는 왼쪽에서 세 번째이다. 루이 A. 메릴랫은 왼쪽에서 여덟 번째이며 A 스웨터를 입고 있다. 오마 브래들리는 가장 오른쪽에 있으며, 릴랜드 홉스의 왼쪽에 있다.

아이젠하워는 필리핀 제도 식민 정부에서 복무하기를 요청했지만, 텍사스주 샌안토니오의 포트 샘 휴스턴에 있는 미국 제19보병연대에 배정되었다. 그곳에 주둔하는 동안, 아이젠하워는 현재 세인트 메리 대학교인 세인트루이스 칼리지의 축구 코치로 복무했다. 그는 또한 매미 다우드를 만나 결혼했는데, 그녀는 덴버의 육류 가공 시설 소유자의 딸이었다. 아이젠하워는 판초 비야 원정 동안 멕시코 국경을 따라 경비 임무를 수행했으며, 제19보병 연대 F 중대를 이끄는 임무를 맡아 첫 지휘 임무를 수행했다.
제1차 세계 대전은 1914년 유럽에서 발발했으며, 미국은 1917년 4월 협상국 측에 합류했다. 다른 제19보병대원들처럼, 아이젠하워는 진급하여 새로 창설된 미국 제57보병연대에 배정되었으며, 그곳에서 연대 보급 장교로 복무했다. 1917년 9월, 그는 예비 장교를 훈련시키는 임무를 맡았는데, 처음에는 포트 오글소프에서, 그 다음에는 포트 리븐워스에서 훈련을 담당했다.

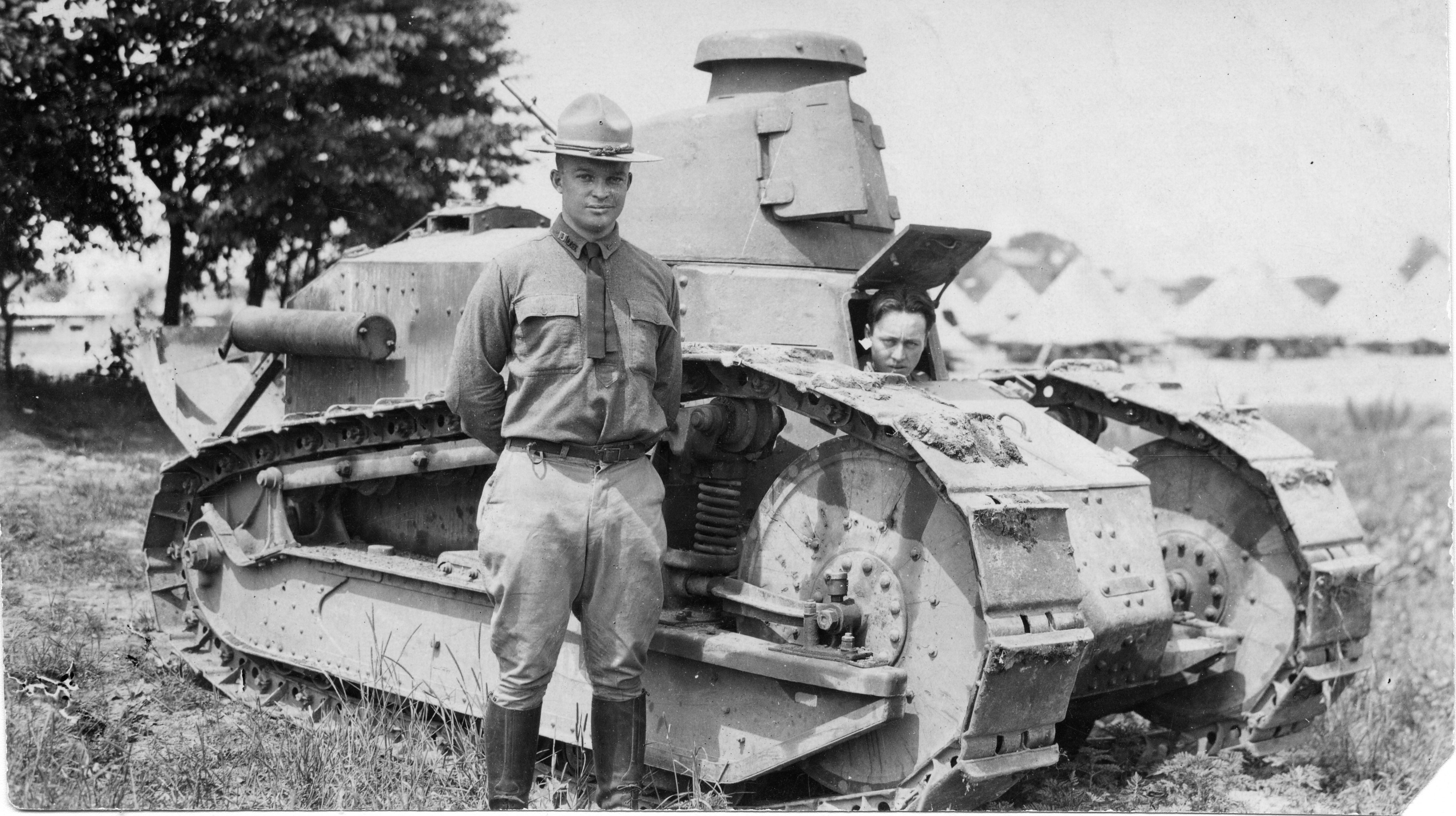
1919년 중령 시절의 아이젠하워

1918년 2월, 캠프 미드, 메릴랜드로 전근되어 제301중전차대대의 지휘관으로 배정되었다. 1918년 초까지 미군에는 단 하나의 작동 가능한 전차도 없었지만, 대대는 유럽에 도착한 후 영국이 제공한 마크 VI 전차를 사용할 계획이었다. 제301대대는 원래 1918년 초에 유럽으로 배치될 예정이었지만, 1918년 3월 전차 부대가 육군의 독립 부대로 설립되었고, 아이젠하워의 부대는 캠프 콜트에서 추가 훈련을 받도록 배정되었다. 몇 달간의 기초 훈련 후, 첫 전차인 르노 FT가 1918년 6월에 도착했다. 9월에는 "스페인 독감" 전염병이 캠프를 강타하여, 그의 지휘 아래 있던 약 10,000명의 병력 중 175명이 사망했다. 10월에 아이젠하워는 중령으로 진급했고, 2주 후 유럽으로 배치하라는 명령을 받았다. 배치 직전, 1918년 11월 11일 휴전 협정이 체결되면서 전쟁이 끝났다. 아이젠하워와 그의 전차 승무원들은 전투를 겪지 않았지만, 그는 뛰어난 조직력을 보여주었으며, 하급 장교들의 강점을 정확히 평가하고 인력을 최적으로 배치하는 능력을 보여주었다. 조직가 및 훈련관으로서의 성공에도 불구하고, 제2차 세계 대전 동안 전투 경험이 있는 경쟁자들은 아이젠하워의 이전 전투 경험 부족을 종종 폄하하려 했다.

## 전간기

### 전차전 및 대륙횡단 호송 (1918년~1921년)

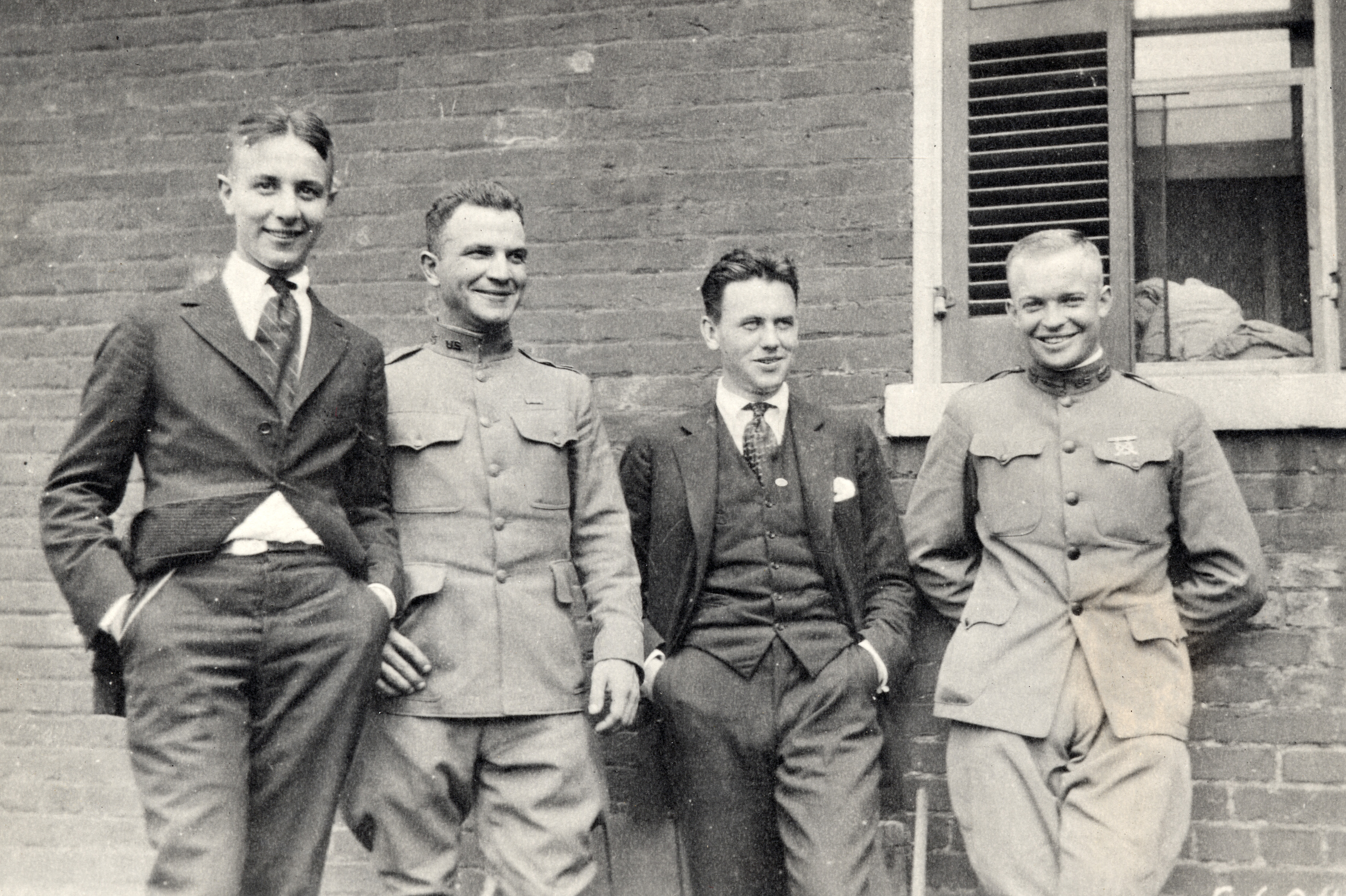
1919년, 웨스트포인트 졸업 4년 후의 아이젠하워 (맨 오른쪽)와 세 명의 친구들 (윌리엄 스툴러, 브렛 소령, 폴 V. 로빈슨)

제1차 세계 대전이 끝나면서 미국은 군사비 지출을 극적으로 줄였고, 육군 현역 병력 수는 1918년 말 240만 명에서 1922년 약 15만 명으로 감소했다. 아이젠하워는 그의 정규 계급인 대위로 돌아갔지만, 거의 즉시 소령으로 진급했으며, 이 계급을 다음 16년 동안 유지했다. 나머지 전차 부대와 함께 아이젠하워는 메릴랜드주 포트 조지 G. 미드에 배정되었다. 1919년, 그는 워싱턴 D.C.에서 샌프란시스코까지 시속 5마일의 속도로 이동한 육군 차량 훈련인 대륙횡단 자동차 호송대에 참여했다. 이 호송대는 훈련 행사와 더 나은 도로의 필요성을 홍보하는 방법으로 기획되었으며, 많은 주들이 도로 건설에 대한 자금 지원을 늘리도록 촉진했다. 아이젠하워의 호송대 경험은 나중에 1950년대에 주간고속도로 시스템을 만드는 데 영향을 미쳤다.
그 후 그는 캠프 미드에서의 임무로 돌아와 제305전차여단의 행정관으로, 그리고 지휘관으로 복무했으며, 이 여단은 마크 VIII 전차를 운용했다. 그의 새로운 전차전 전문 지식은 조지 S. 패튼, 세레노 E. 브렛 및 다른 고위 전차 지도자들과의 긴밀한 협력으로 강화되었다. 아이젠하워가 제305전차여단을 지휘하는 동안, 패튼은 더 가벼운 르노 FT 전차를 운용하고 역시 캠프 미드에 주둔했던 제304전차여단을 지휘했다. 속도 지향적인 공격 전차전에 대한 그들의 선구적인 아이디어는 상관들로부터 강력히 만류되었는데, 상관들은 새로운 접근 방식을 너무 급진적이라고 생각했고 보병을 엄격히 지원하는 역할로 전차를 계속 사용하는 것을 선호했다. 보병대장인 찰스 S. 판스워스 장군으로부터 군법회의 위협을 받은 후, 아이젠하워는 기존 전차 교리에 도전하는 이론을 발표하는 것을 자제했다. 뉴턴 D. 베이커 전쟁부 장관과 참모총장 페이턴 C. 마치 모두 전차 부대를 육군의 독립 부대로 유지하는 것을 옹호했지만, 1920년 국방법은 전차 부대를 보병에 편입시켰다. 1921년 육군 감찰관 엘리 알바 헬믹은 아이젠하워가 주거 수당으로 250.76달러를 부당하게 받았다는 것을 발견했다. 아이젠하워는 기만하려는 의도 없이 돈을 받았다고 주장했으며, 헬믹의 조사 후 전액을 상환했다. 헬믹은 여전히 군법회의를 주장했으며, 폭스 코너 장군이 퍼싱에게 아이젠하워가 파나마 운하 지대에서 자신의 부관으로 복무하기를 원한다고 말한 개입만이 아이젠하워를 투옥과 복무 해고로부터 구했다. 코너는 아이젠하워의 경력을 구했지만, 아이젠하워는 여전히 그의 군 기록에 남을 서면 견책을 받았다.

### 코너와 퍼싱 밑에서의 복무 (1922년~1929년)

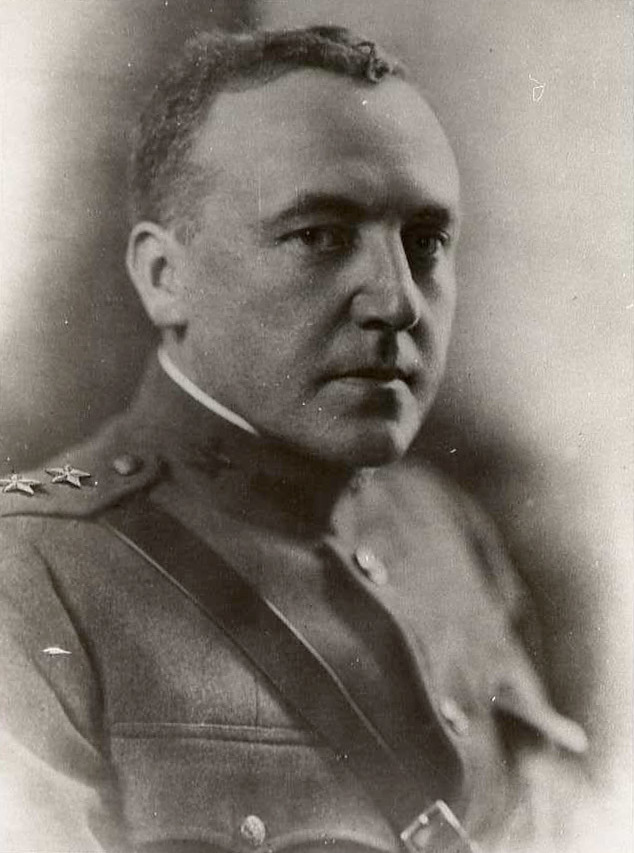
폭스 코너 장군은 아이젠하워의 멘토 역할을 했다.

1922년부터 1939년까지 아이젠하워는 폭스 코너, 존 J. 퍼싱, 더글러스 맥아더와 같은 유능한 장군들 밑에서 복무했다. 매미와 동행하여 1922년부터 1924년까지 파나마에서 코너 장군의 행정관으로 복무했다. 코너의 지도를 받으면서 그는 나폴레옹의 전역, 남북 전쟁, 카를 폰 클라우제비츠의 전쟁론을 포함한 군사 역사와 이론을 연구했다. 코너는 또한 제1차 세계 대전 중 프랑스인과 영국인과의 협력 경험을 공유하며, 동맹국을 다룰 때 "설득의 기술"의 중요성을 강조했다. 아이젠하워는 나중에 코너가 자신의 군사적 사고에 미친 엄청난 영향을 언급하며, 1962년에 "폭스 코너는 내가 아는 가장 유능한 사람이었다"고 말했다. 코너의 아이젠하워에 대한 평가는 "[그는] 내가 만난 장교들 중 가장 유능하고 효율적이며 충성스러운 장교 중 한 명이다"였다. 코너는 아이젠하워의 경력에서 중요한 역할을 했으며, 종종 그가 좋은 보직을 얻도록 도왔다.
코너의 추천으로, 현역 소령 중 상위 10%에 속했던 아이젠하워는 1925년에서 1926년까지 포트 리븐워스의 지휘참모대학교 (CGS)에 다녔다. 그는 대부분의 급우들처럼 보병학교에 다니지 않아 불리할까 걱정했지만, 코너는 파나마에서의 연구가 좋은 준비가 될 것이라고 확신시켰다. 아이젠하워는 245명의 CGS 학급에서 1등으로 졸업했다. 육군은 그를 주요 대학의 예비 장교 훈련단 프로그램 책임자(아이젠하워는 축구 코치도 겸하여 수입이 두 배가 될 예정이었다) 또는 CGS 교수진으로 고려했지만, 1927년까지 조지아주 포트 무어의 미국 제24보병연대의 행정관으로 배정했다. 아이젠하워는 버펄로 솔저 연대에서 복무하는 것을 싫어했다. 많은 백인 장교들은 흑인 전용 부대에서 복무하는 것을 부진한 성과에 대한 처벌로 여겼다.
코너의 도움으로 아이젠하워는 미국 전투 기념물 위원회의 퍼싱 장군 밑에서 일하게 되었으며, 이 위원회는 서유럽에 쓰러진 미국 군인들을 기리기 위한 기념물과 묘지를 세웠다. 위원회에서 복무하는 동안 그는 282페이지 분량의 "유럽 미군 전장 안내서"를 저술했는데, 이 책은 주로 제1차 세계 대전 중 서부 전선 (제1차 세계 대전)에서의 미국 원정군의 전투 역사를 담고 있었다. 다음으로 그는 육군참모대학교에 입학하여 1928년에 수석으로 졸업했다. 육군참모대학교를 졸업한 후, 그는 1928년 8월 파리 (프랑스)에 도착하여 미국 전투 기념물 위원회에 재배치되었다. 유럽에 있는 동안 그는 프랑스어를 읽는 법을 배웠고 (말하기는 아니었다), 제1차 세계 대전 전투 연구를 계속했으며, 프랑스 제3공화국의 현대 정치를 따랐다. 1929년, 퍼싱 장군이 회고록을 편찬하는 것을 돕는 동안 아이젠하워는 조지 마셜 대령을 처음 만났다.

### 모즐리 및 맥아더 밑에서의 복무 (1929년~1939년)

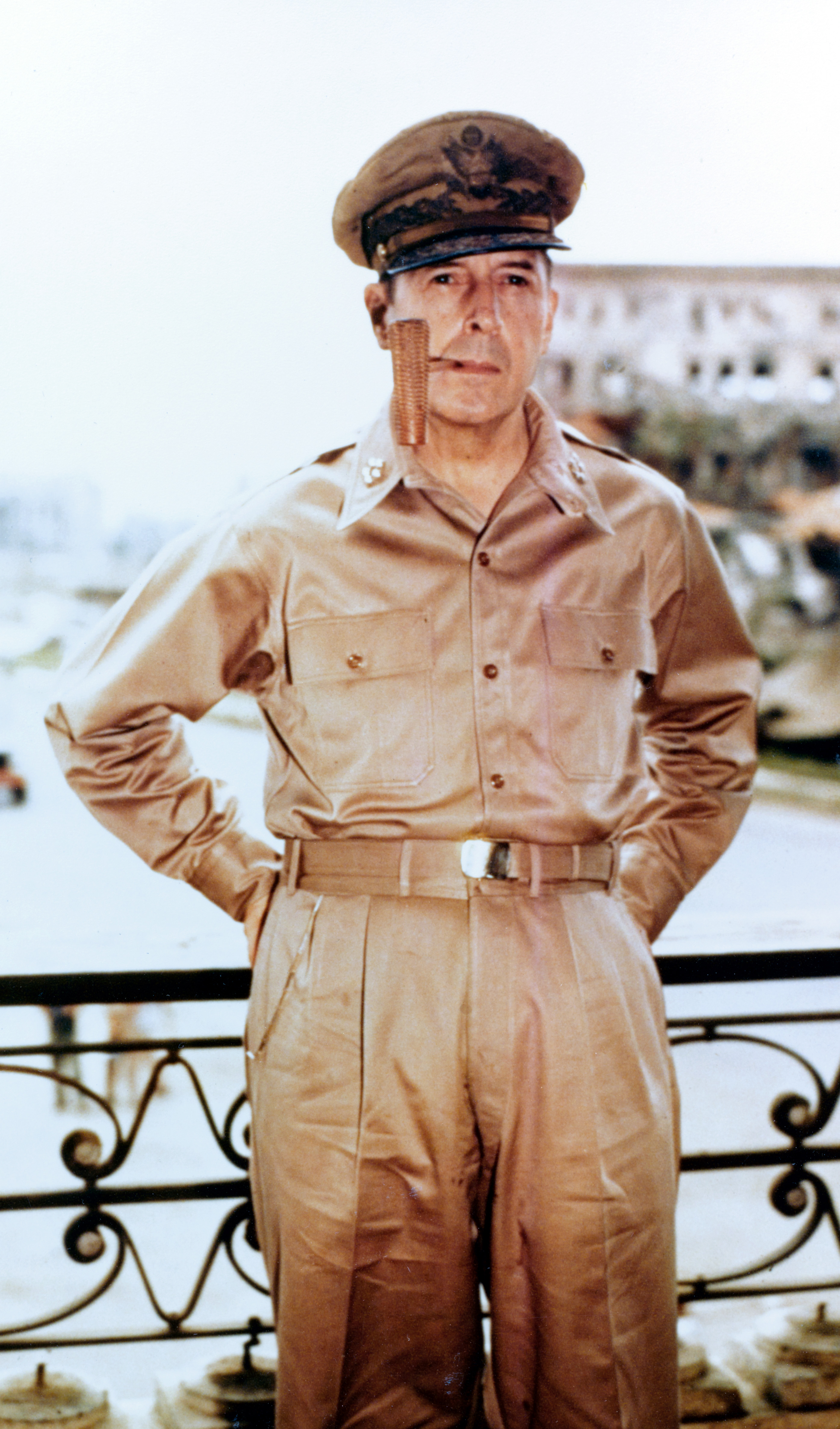
아이젠하워는 1930년대 대부분을 더글러스 맥아더 장군 밑에서 복무했다.

1929년, 아이젠하워는 프레더릭 허프 페인 전쟁부 차관의 참모로 복무했던 조지 밴 혼 모즐리 장군의 행정관이 되었다. 이 역할에서 아이젠하워는 국방 정책을 수립하고 전시 산업 동원 및 정부와 산업 간의 관계를 연구하는 데 기여했다. 그는 180페이지 분량의 동원 계획인 M-Day 계획을 수립했지만, 이 계획은 실제로 사용되지는 않았지만 상관들에게 깊은 인상을 주었다. 더글러스 맥아더가 육군 참모총장이 된 후, 그는 모즐리를 참모부 차장으로 임명했다. 아이젠하워는 공식적으로 모즐리의 참모진에 남았지만, 맥아더의 비공식 군사 비서로도 일했고, 의회의 전시 권한을 명확히 하기 위한 헌법 개정 가능성을 연구하는 전쟁 정책 위원회에서 복무했다. 1932년, 그는 워싱턴 D.C.에서 보너스 아미 진영에 대한 맥아더의 폭력적인 진압에 참여했다. 아이젠하워는 이 사건에 대한 맥아더의 공식 보고서를 작성하고 제출했지만, 그는 개인적으로 맥아더의 강압적인 방식에 대해 비판적이었다. 허버트 후버 대통령은 보너스 행진에 대한 행정부의 처리 방식에 대해 언론으로부터 강력한 비판을 받았는데, 심지어 평소에는 그의 행정부에 우호적이었던 신문들도 비판했다. 1933년, 아이젠하워는 현재 미국 국방산업대학교로 알려진 육군 산업 대학교를 졸업했다.
1935년, 그는 맥아더를 따라 필리핀으로 가서 신생 필리핀 육군을 개발하는 임무를 맡았다. 의회는 전년도에 필리핀 독립법을 통과시켜 필리핀이 1946년 독립의 길을 걷도록 했으며, 맥아더와 아이젠하워 모두 필리핀 정부의 군사 고문으로 복무하면서 미 육군 현역으로 남아 있었다. 아이젠하워는 필리핀 육군에서 준장 계급을 거절했지만, 1936년 미 육군에서 중령으로 진급했다. 아이젠하워는 필리핀 국방 예산이 부족하다고 보았고, 육군에 현대 무기와 충분한 훈련을 제공하는 데 어려움을 겪었다. 그는 필리핀 육군의 역할과 미국 육군 장교가 부하들에게 보여주고 발전시켜야 할 리더십 자질에 대해 맥아더와 강한 철학적 의견 차이를 가지고 있었다. 그 결과로 아이젠하워와 맥아더 사이의 반감은 그들의 남은 생애 동안 지속되었다. 비록 아이젠하워는 나중에 맥아더와의 의견 차이가 너무 과장되었다고 강조했지만 말이다. 1937년에 작성된 아이젠하워에 대한 맥아더의 최종 공식 평가에서 맥아더는 아이젠하워가 "탁월한 장교"이며 "전쟁 시 ... 즉시 장군 계급으로 진급되어야 한다"고 썼다. 역사가들은 이 임무가 제2차 세계 대전 동안 윈스턴 처칠, 조지 S. 패튼, 조지 마셜, 버나드 몽고메리와 같은 어려운 인물들을 다루는 데 귀중한 준비를 제공했다고 결론지었다.

### 제2차 세계 대전 직전 (1939년~1941년)

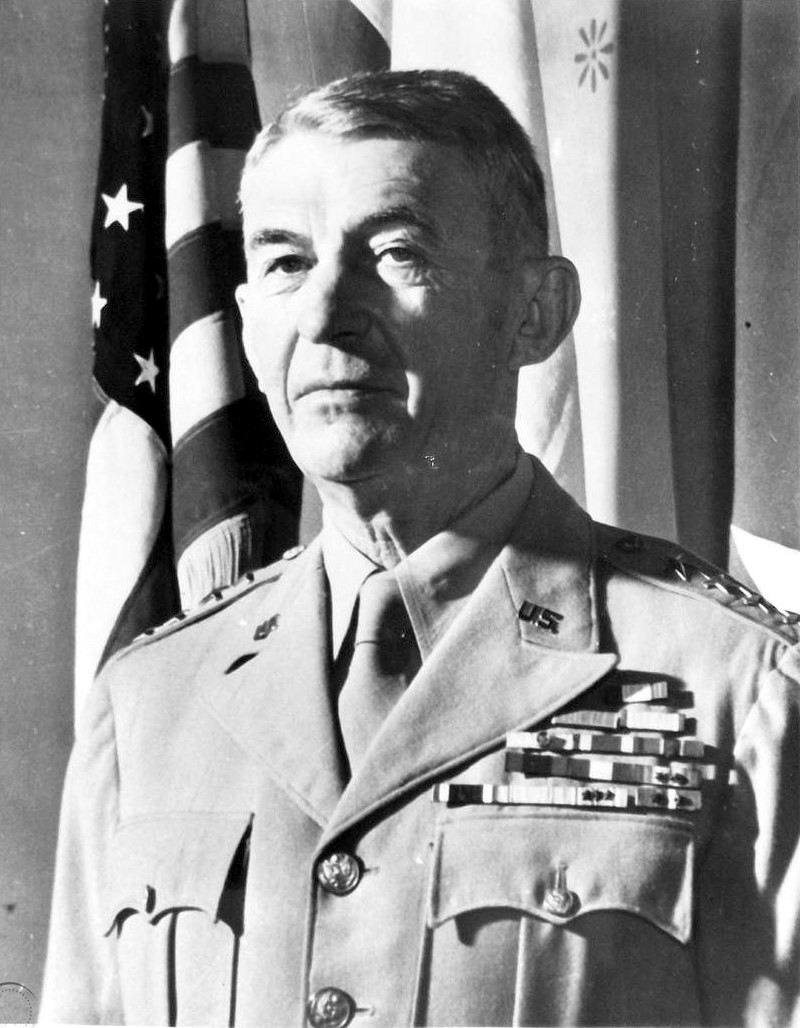
아이젠하워는 1941년 루이지애나 기동훈련 동안 월터 크루거 중장의 참모장으로 복무했다.

나치 독일은 1939년 9월 폴란드를 침공했다. 이때쯤 아이젠하워는 뛰어난 행정 능력으로 동료 장교들에게 깊은 인상을 주었지만, 여단 이상의 현역 지휘를 맡은 적이 없었으며 그를 주요 작전의 잠재적 지휘관으로 여기는 사람은 거의 없었다. 아이젠하워는 1939년 12월 미국으로 돌아와 포트 루이스의 미국 제15보병연대 제1대대 대대장으로 배정되었다. 아이젠하워는 대대장 역할을 즐겼으며, 나중에 15보병연대 지휘가 "내가 부대원들과 함께 있어야 한다는 신념을 강화해주었다. 그들과 함께 있을 때 나는 항상 행복했다"고 썼다. 아이젠하워의 대대장 재직 기간은 짧았는데, 그는 연대의 행정관으로 배정되었기 때문이다. 1940년 6월, 의회는 육군의 모든 장교를 한 계급 진급시켰다. 아이젠하워는 1941년 3월 공식적으로 대령이 되었다. 그는 연대 지휘를 원했지만, 15보병연대의 상위 사령부인 미국 제3보병사단의 사령관인 찰스 F. 톰슨 소장이 그를 사단 참모장으로 선택했을 때 실망했다. 아이젠하워는 충실히 따랐고, 이 직책에서의 그의 성공은 나중에 육군 고위 지도자들이 아이젠하워를 더 높은 계급과 책임 있는 직책 후보로 인식하게 된 요인 중 하나로 평가되었다. 오랜 절친인 레너드 T. 게로 준장이 아이젠하워에게 전쟁 계획과에 합류해 달라고 요청했지만, 아이젠하워는 지휘관으로 남으려 했고, 그의 모호한 답변은 게로가 요청을 철회하도록 만들었다.

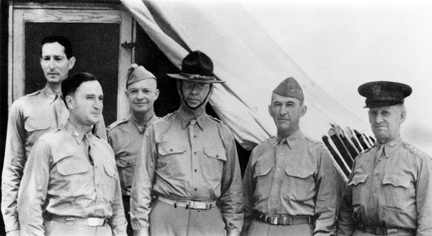
1941년 9월 루이지애나 기동훈련 중의 고위 장교들. 제3군 참모장 아이젠하워 대령은 왼쪽에서 세 번째에 서 있다.

육군은 1939년 말 약 20만 명에서 1941년 중반 140만 명으로 확장되었다. 1941년 3월, 아이젠하워는 케니언 A. 조이스 소장 휘하의 신설된 미국 제9군단 참모장으로 배정되었다. 1941년 6월, 그는 포트 샘 휴스턴의 제3군 사령관인 월터 크루거 중장의 참모장으로 임명되었다. 1941년 중반, 미 육군은 미국 본토에서 실시된 육군 역사상 가장 큰 군사 훈련인 루이지애나 기동훈련을 실시했다. 미국 제2군과 제3군은 총 50만 명에 가까운 병력을 동원하여 두 번의 모의 전투를 실시했으며, 두 전투 모두 제3군이 승리했다. 제3군이 훈련에서 거둔 성공은 아이젠하워의 상관들에게 깊은 인상을 주었고, 그는 10월 3일 임시 준장으로 진급했다. 동료 장교들은 그가 6개월 안에 소장이 될 것이라고 예측했다.

## 제2차 세계 대전

### 전쟁 계획국 (1941년~1942년)
1941년 12월 일본의 진주만 공격 이후, 미국은 제2차 세계 대전에 참전했다. 진주만 공격 직후, 조지 마셜 장군은 아이젠하워를 워싱턴의 전쟁 계획국 부국장으로 임명했다. 마셜은 그에게 필리핀 방어를 조율하도록 지시했고, 아이젠하워는 개인적으로 패트릭 J. 헐리 장군을 호주로 파견하여 맥아더에게 보급품을 제공하기 위해 1천만 달러를 전달했다. 전기 작가 진 에드워드 스미스는 마셜과 아이젠하워가 "아버지와 아들의 관계"를 발전시켰다고 썼다. 마셜이 결국 유럽에서 주요 작전을 지휘할 것이라는 것이 널리 예상되었고, 그는 처음에 아이젠하워를 그 작전들에서 자신의 참모장으로 봉사하도록 준비시키려 했다. 1942년 2월, 아이젠하워는 레너드 T. 게로 장군의 뒤를 이어 전쟁 계획국 (이후 작전국으로 알려짐) 국장이 되었고, 다음 달에는 소장으로 진급했다. 타임지는 그를 "육군 최고의 참모 장교 중 한 명"이라고 묘사했다.

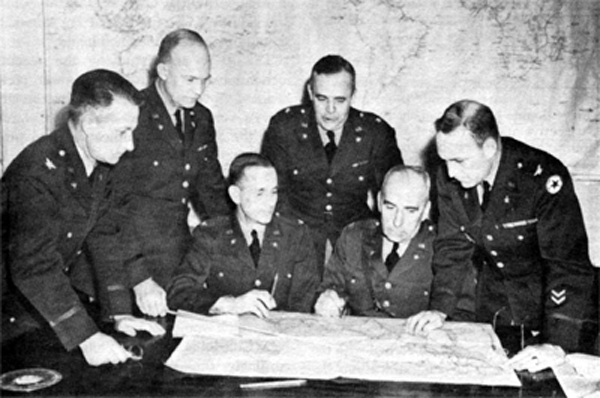
1942년 3월 전쟁 계획국 장교들. 아이젠하워 준장은 왼쪽에서 두 번째에 서 있으며, 세인트 클레어 스트리트 대령 옆에 있다.

전쟁에서 육군의 거대 전략을 개발하는 데 도움을 주는 임무를 맡은 아이젠하워는 영국에 미군 병력을 증강한 후 1943년 4월 나치 독일이 점령한 서유럽을 침공하는 데 중점을 둔 계획을 수립했다. 아이젠하워와 마셜은 모두 프랭클린 D. 루스벨트 대통령과 영국 총리 윈스턴 처칠의 결론에 동의했는데, 미국은 추축국에 대해 유럽 우선주의를 추구해야 한다는 것이었다. 비록 미국과 영국 지도자들은 아이젠하워가 제안한 1943년 4월 서유럽 침공에 동의했지만, 전쟁의 다른 전구에서의 경쟁적인 우선순위로 인해 침공은 반복적으로 지연되었다.

### 지중해 작전 (1942년~1943년)

#### 유럽에서의 임명

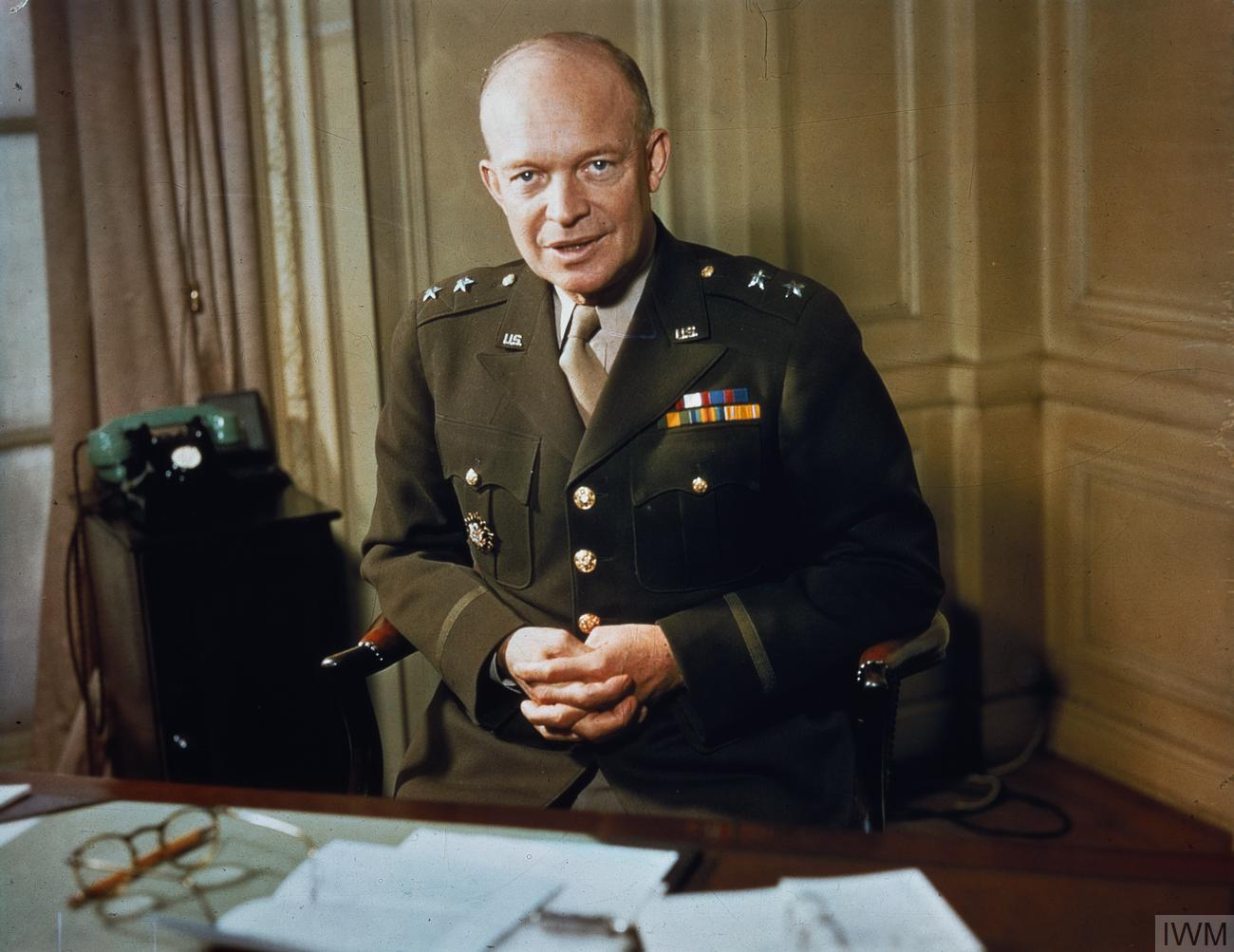
1942년의 아이젠하워

영국에 연합군 병력을 증강하는 볼레로 작전을 평가하면서, 마셜과 아이젠하워는 모두 제임스 E. 체이니 장군이 영국 주둔 미군을 지휘하는 임무에 부적합하다는 결론에 도달했다. 아이젠하워는 미국 육군 유럽 작전전구 (ETO)에 단일 미국 사령관을 임명할 것을 권고하며, 조지프 T. 맥너니 장군을 그 역할에 제안했다. 스팀슨, 루스벨트, 처칠의 승인을 받아 마셜은 대신 아이젠하워를 그 직책에 선택했고, 아이젠하워는 1942년 6월 공식적으로 ETO 사령관으로 임명되었다. 그는 곧이어 중장으로 진급했다.
아이젠하워는 해럴드 레인스포드 스탁 제독을 유럽 주둔 미 해군 사령관으로 유임시켰고, 마크 웨인 클라크 장군과 칼 스파츠 장군을 각각 유럽 작전전구 주둔 미 지상군 및 공군 사령관으로 선택했다. 존 C. H. 리 장군은 유럽 작전전구의 병참 조직 사령관이 되었고, 월터 베델 스미스 장군은 아이젠하워의 참모장이 되었다. 그의 지휘는 중요한 군사 및 행정 임무를 포함했지만, 그의 주요 과제 중 하나는 서로 다른 군사 전통과 교리, 그리고 불신감을 가진 전투원들 사이에서 다국적 군사 및 정치 동맹을 조정하는 것이었다. 그는 또한 언론과 자주 만났고 연합군의 전쟁 노력의 공공 상징으로 떠올랐다.

#### 횃불 작전

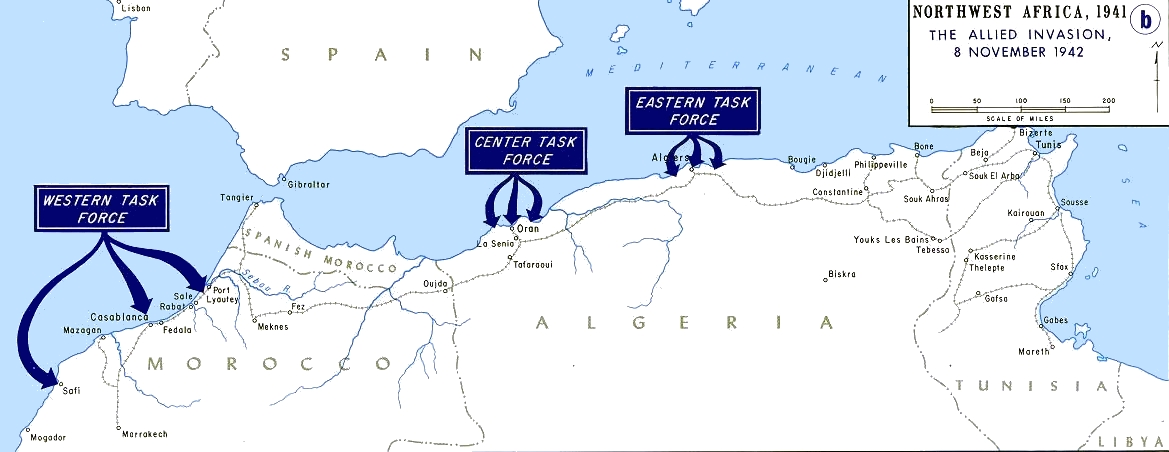
1942년 11월 북아프리카에서의 횃불 작전 상륙 지점

아이젠하워와 마셜의 반대를 무릅쓰고 처칠 총리는 루스벨트에게 연합군이 서유럽 침공을 연기하고 대신 북아프리카 침공인 횃불 작전을 시작해야 한다고 설득했다. 미국과 영국은 이전에 통합 지휘 구조 역할을 할 연합 참모 본부를 설립하고, 각 전쟁 전구의 모든 연합군 사령관으로 한 명의 개인을 임명하기로 합의했다. 아이젠하워는 지중해 작전전구에서 작전하는 모든 연합군 사령관이 되었고, 이로써 미국 장교와 영국 장교 모두의 직접적인 상급자가 되었다.

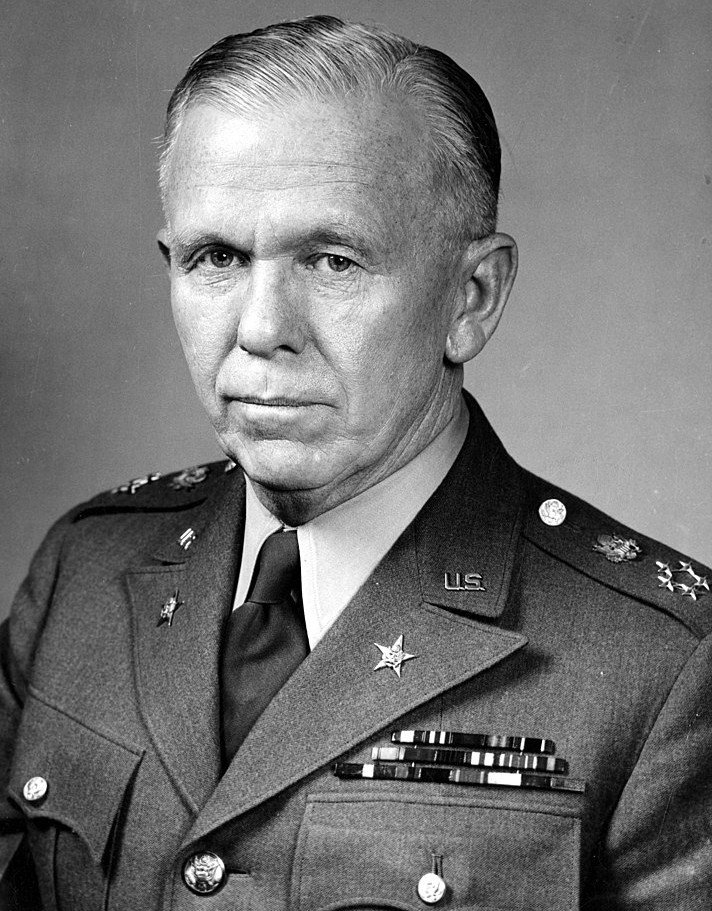
제2차 세계 대전 대부분 동안 아이젠하워의 직속 상급자였던 조지 마셜 참모총장

전기 작가 진 에드워드 스미스가 당시 역사상 "가장 위대한 상륙 작전"이라고 묘사한 북아프리카에 대한 연합군의 삼면 상륙은 프랑스령 모로코의 대서양 연안과 알제리의 지중해 연안에서 이루어질 예정이었다. 당시 알제리와 프랑스령 모로코는 모두 1940년 프랑스가 독일에 항복한 후 프랑스 남부에 수립된 공식적으로 중립국이었던 비시 프랑스의 통제하에 있었다. 비시 프랑스는 연합국과 복잡한 관계를 맺고 있었다. 비시 프랑스는 나치 독일과 협력했지만, 미국은 비시 프랑스를 프랑스의 공식 정부로 인정했다. 아프리카 주둔 프랑스군이 연합군 작전을 지원하도록 독려하기 위해 아이젠하워와 외교관 로버트 대니얼 머피는 비시 통제 지역에 살았지만 고위 지휘부에 속하지 않았던 앙리 지로 장군을 영입하려 했다.
아이젠하워와 머피는 상륙 시점까지 지로의 전적인 지지를 얻지 못했고, 프랑스군은 처음에는 연합군의 상륙에 저항했다. 북아프리카 주둔 비시 프랑스군 사령관인 알퐁스 죈 장군은 알제에서 신속히 휴전에 동의했지만, 나머지 두 상륙 지점에서는 계속 전투가 벌어졌다. 아프리카 주둔 프랑스군이 지로를 사령관으로 받아들이지 않을 것이 명확해지자, 머피와 마크 웨인 클라크 장군은 비시 프랑스군 총사령관인 프랑수아 다를랑 제독과 협정을 협상하여, 연합군에게 프랑스령 북아프리카에 대한 군사적 접근권을 부여했지만, 이 지역에 대한 프랑스의 주권을 확인했다.
다를랑과의 협정은 북아프리카에서의 프랑스 협력을 제공했지만, 아이젠하워는 비시 프랑스 관리와 협력하려는 의지로 인해 미국과 영국 언론으로부터 강한 비판을 받았다. 다를랑은 1942년 12월 프랑스인 페르낭 보니에 드 라 샤펠에게 암살당했고, 아이젠하워는 지로를 아프리카 주둔 프랑스군의 지도자로 임명했다. 지로는 나중에 자유 프랑스의 지도자인 샤를 드골과 함께 프랑스 민족 해방 위원회 (FCNL)의 공동 의장이 되었지만, 드골은 1943년 말까지 이 조직과 프랑스 전쟁 노력의 명확한 지도자로 부상했다. 프랑스 아프리카에서의 초기 작전 이후 지로나 드골을 적극적으로 지지하지 않았던 아이젠하워는 전쟁이 끝날 때까지 드골과 강한 협력 관계를 구축했다.

#### 튀니지 전역

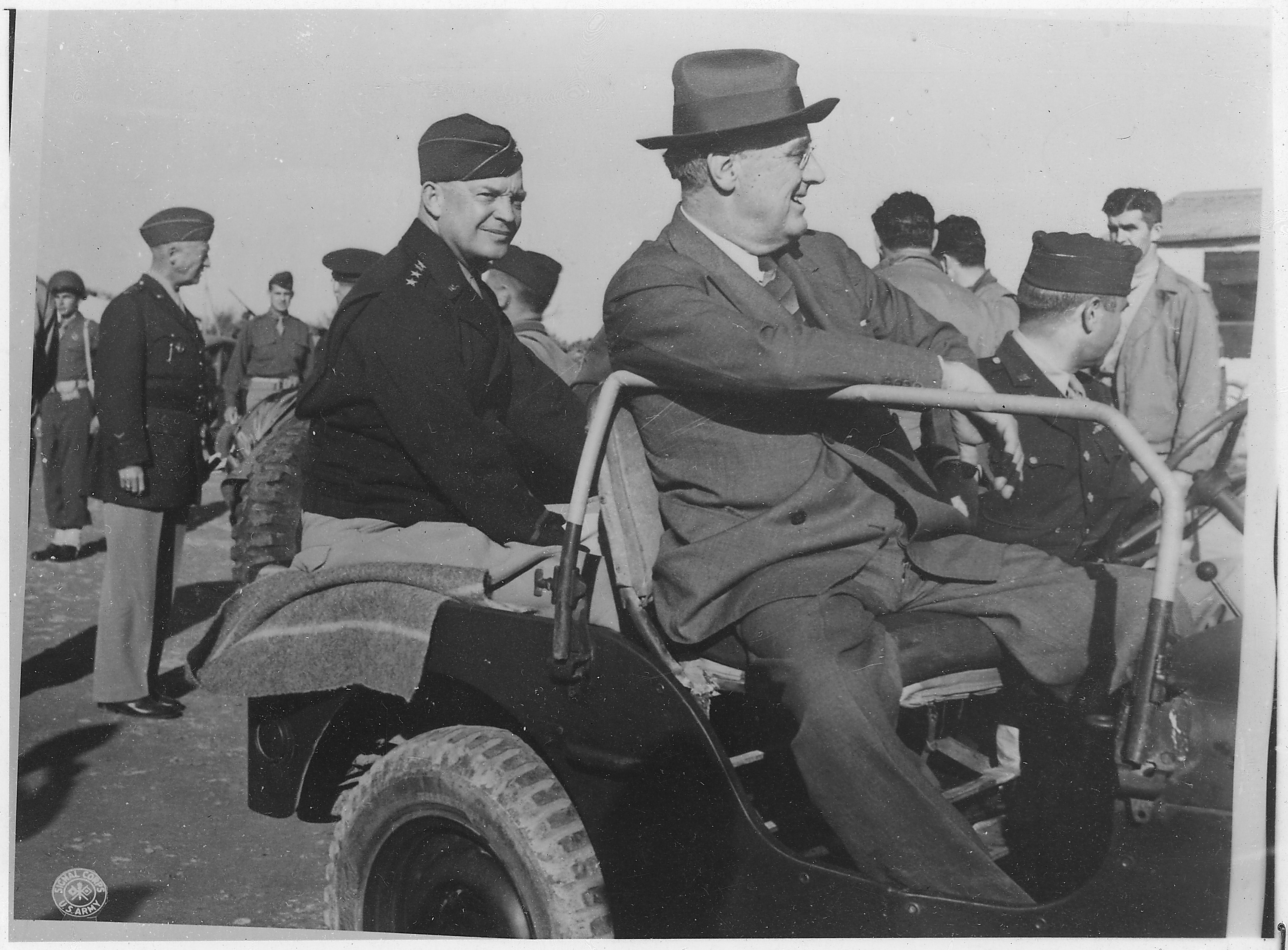
1943년 시칠리아에서 아이젠하워와 프랭클린 D. 루스벨트 대통령

횃불 작전의 성공에 이어 연합군은 독일이 횃불 작전 중에 장악한 튀니지 침공을 시작했다. 우월한 전차와 공군력, 그리고 유리한 날씨에 힘입어 독일군은 튀니스 시를 강력하게 방어하여 전역이 교착 상태에 빠졌다. 튀니지에서의 느린 진전은 많은 미국의 주요 인사들과 영국 관리들을 불쾌하게 했고, 영국 근동 사령부의 책임자인 제1대 알렉산더오브튀니스 백작 해럴드 알렉산더 장군이 아이젠하워의 부사령관으로 임명되었다. 동시에 아이젠하워는 장군 계급으로 진급하여 미국 역사상 열두 번째 4성 장군이 되었다. 1943년 2월, 독일군은 카세린 협곡 전투에서 로이드 프레덴덜 장군의 미국 제2군단에 성공적인 공격을 감행했다. 제2군단은 붕괴되었고 아이젠하워는 프레덴덜을 지휘에서 해임했지만, 연합군은 독일군의 돌파를 막았다. 전투 후 연합군은 병력을 지속적으로 증강하고 독일군의 방어선을 서서히 뚫어냈다. 1943년 5월 25만 명의 추축국 병사들이 항복하면서 북아프리카 전역은 끝이 났다.

#### 이탈리아 전역

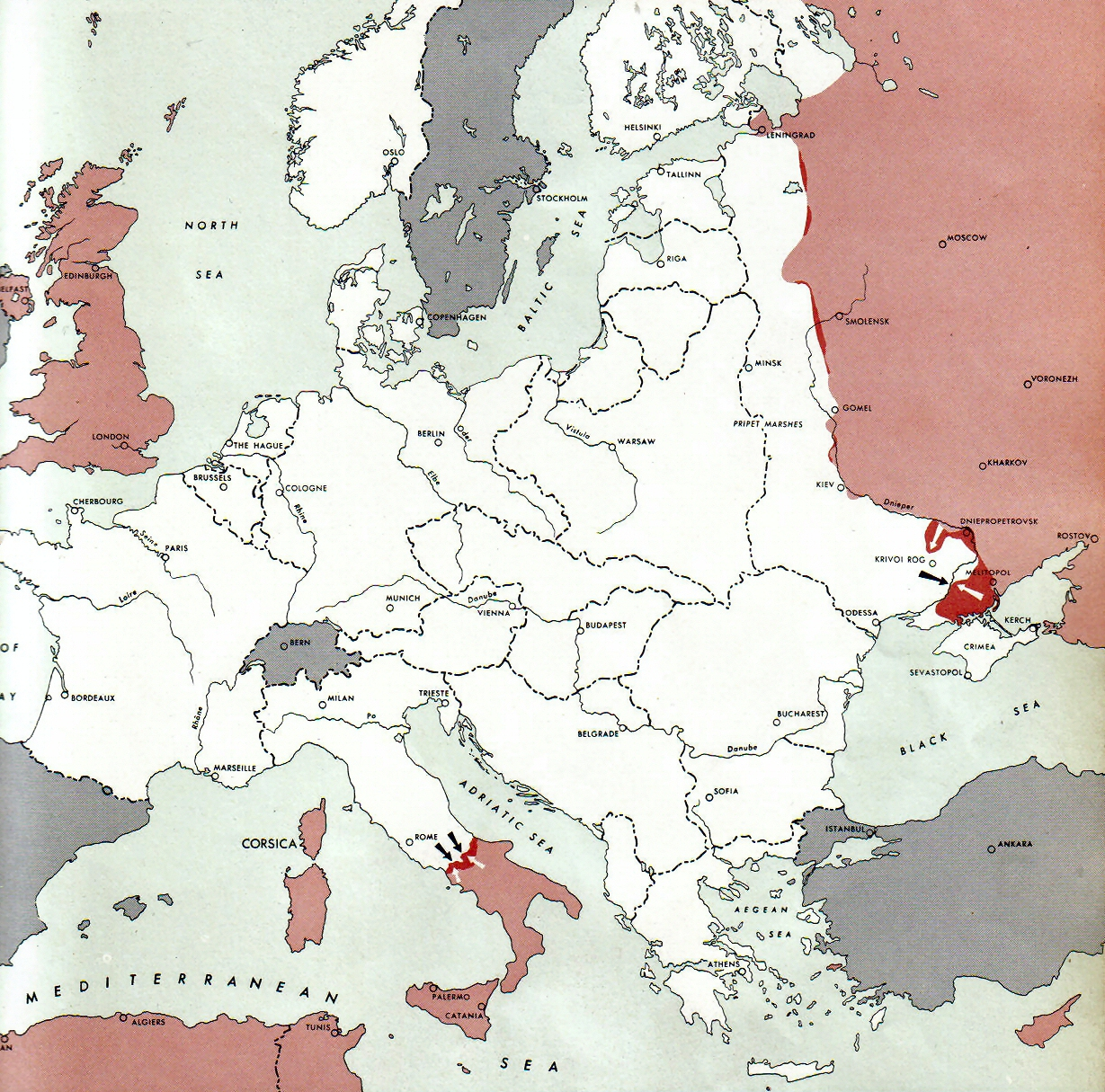
1943년 11월까지 연합군 (빨간색)은 북아프리카와 이탈리아 남부 대부분을 장악했다.

튀니지 전역이 길어지면서 1943년에는 프랑스 해협을 건너는 침공이 불가능해지자, 루스벨트와 처칠은 다음 연합군의 목표가 이탈리아가 되어야 한다고 합의했다. 1943년 7월의 연합군의 시칠리아 침공은 아이젠하워와 알렉산더가 감독했으며, 버나드 몽고메리 경 장군과 조지 S. 패튼 중장이 각각 두 개의 동시 상륙 작전 중 하나를 이끌었다. 연합군은 성공적인 상륙을 감행했지만, 독일군 병력의 상당 부분이 이탈리아 본토로 퇴각하는 것을 막지는 못했다. 작전 종료 직후, 아이젠하워는 패튼이 두 부하를 때린 후 그를 엄하게 질책했다. 아이젠하워는 대중의 분노 속에서도 패튼을 해임하는 것을 거부했지만, 구타 사건은 그가 서유럽 침공 준비의 지도자로 오마 브래들리 중장을 추천하기로 결정한 데 영향을 미쳤을 수 있다.

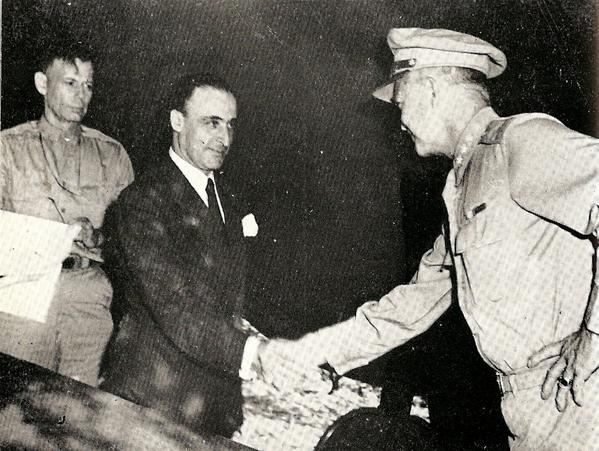
1943년 9월 8일 카시빌레에서 이탈리아와 연합군 간의 휴전 협정이 체결된 후 주세페 카스텔라노 장군(사복 차림)이 드와이트 D. 아이젠하워 장군과 악수하고 있다. 월터 베델 스미스 소장이 지켜보고 있다.

시칠리아 전역 중, 이탈리아의 비토리오 에마누엘레 3세 국왕은 베니토 무솔리니 총리를 체포하고 피에트로 바돌리오로 교체했으며, 그는 연합국과 비밀리에 항복을 협상했다. 독일은 이에 대응하여 여러 사단을 이탈리아로 이동시키고, 로마를 점령하며, 괴뢰 국가인 이탈리아 사회공화국을 수립했다. 연합군의 이탈리아 침공은 1943년 9월에 시작되었다. 이탈리아의 항복 이후, 연합군은 알베르트 케셀링 원수 휘하의 독일군으로부터 예상치 못한 강력한 저항에 직면했으며, 그들은 살레르노 항구 근처에서 연합군의 상륙 작전인 아발란체 작전을 거의 좌절시킬 뻔했다. 24개 독일 사단이 이탈리아의 험준한 지형을 방어하면서, 이탈리아는 빠르게 전쟁의 2차 전구로 전락했다.

### 서유럽 작전 (1944년~1945년)

#### 오버로드 작전

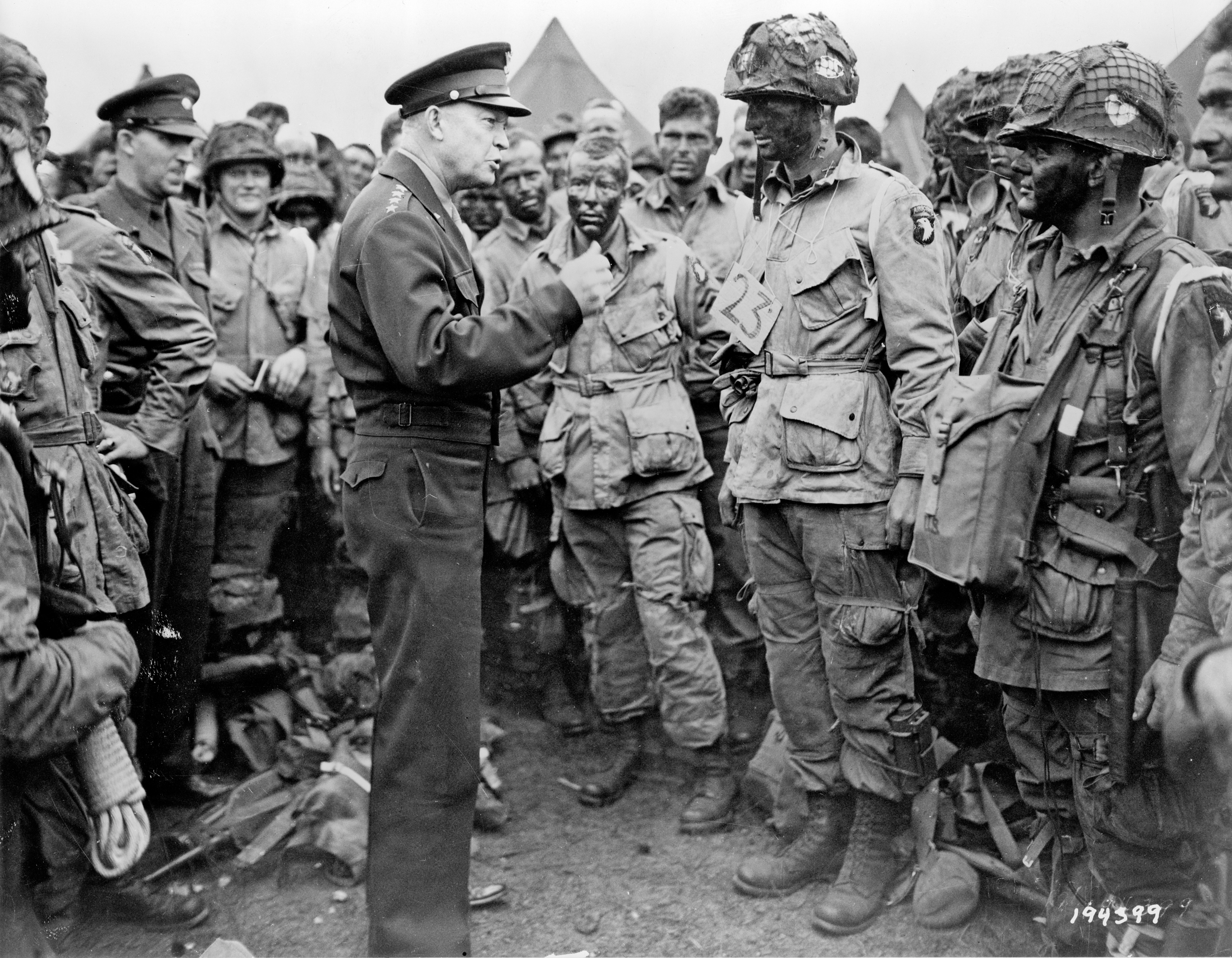
1944년 6월 5일, D-Day 침공 전날, 제101공수사단 소속 미국 제502보병연대 병사들과 대화하는 아이젠하워

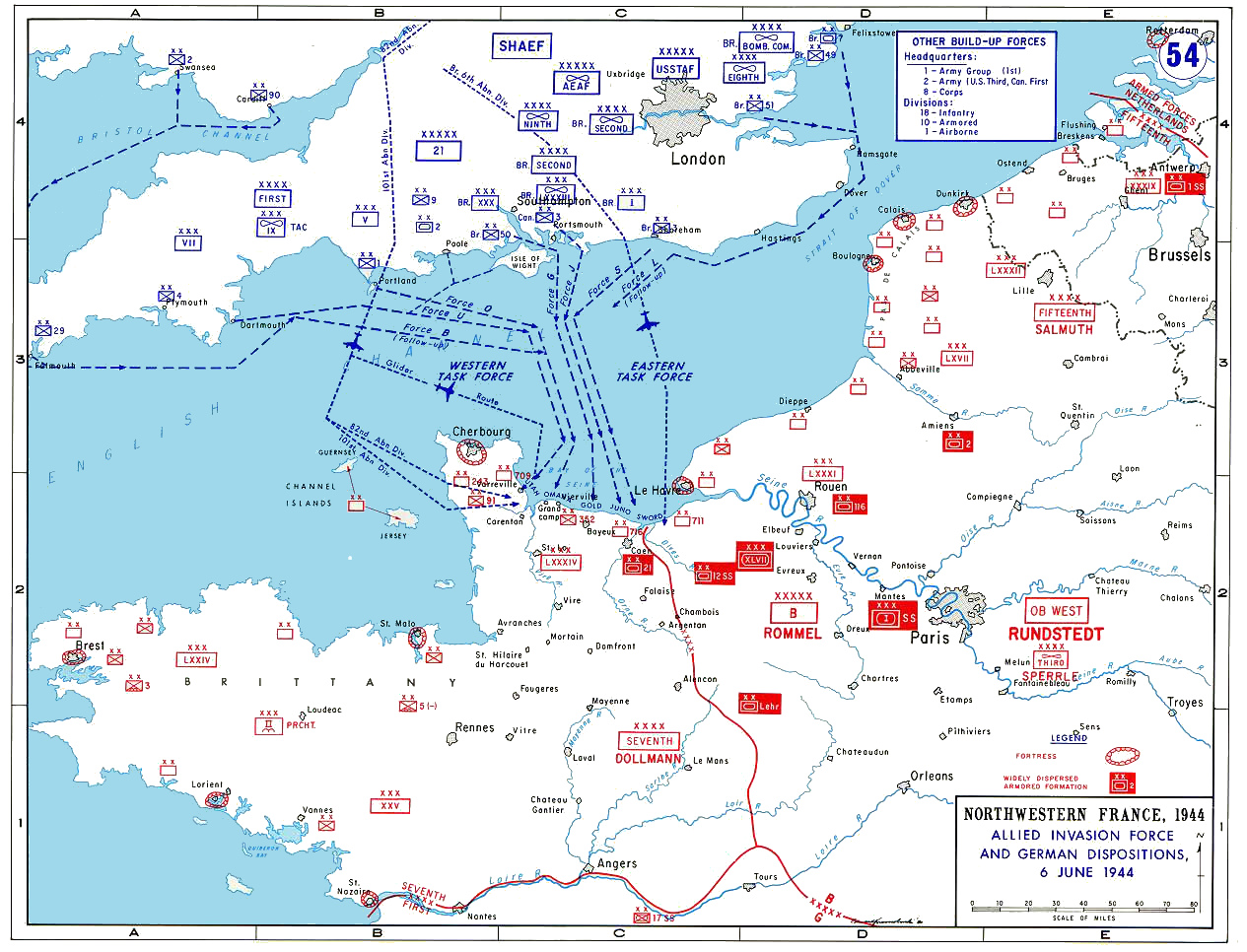
노르망디 상륙 지도

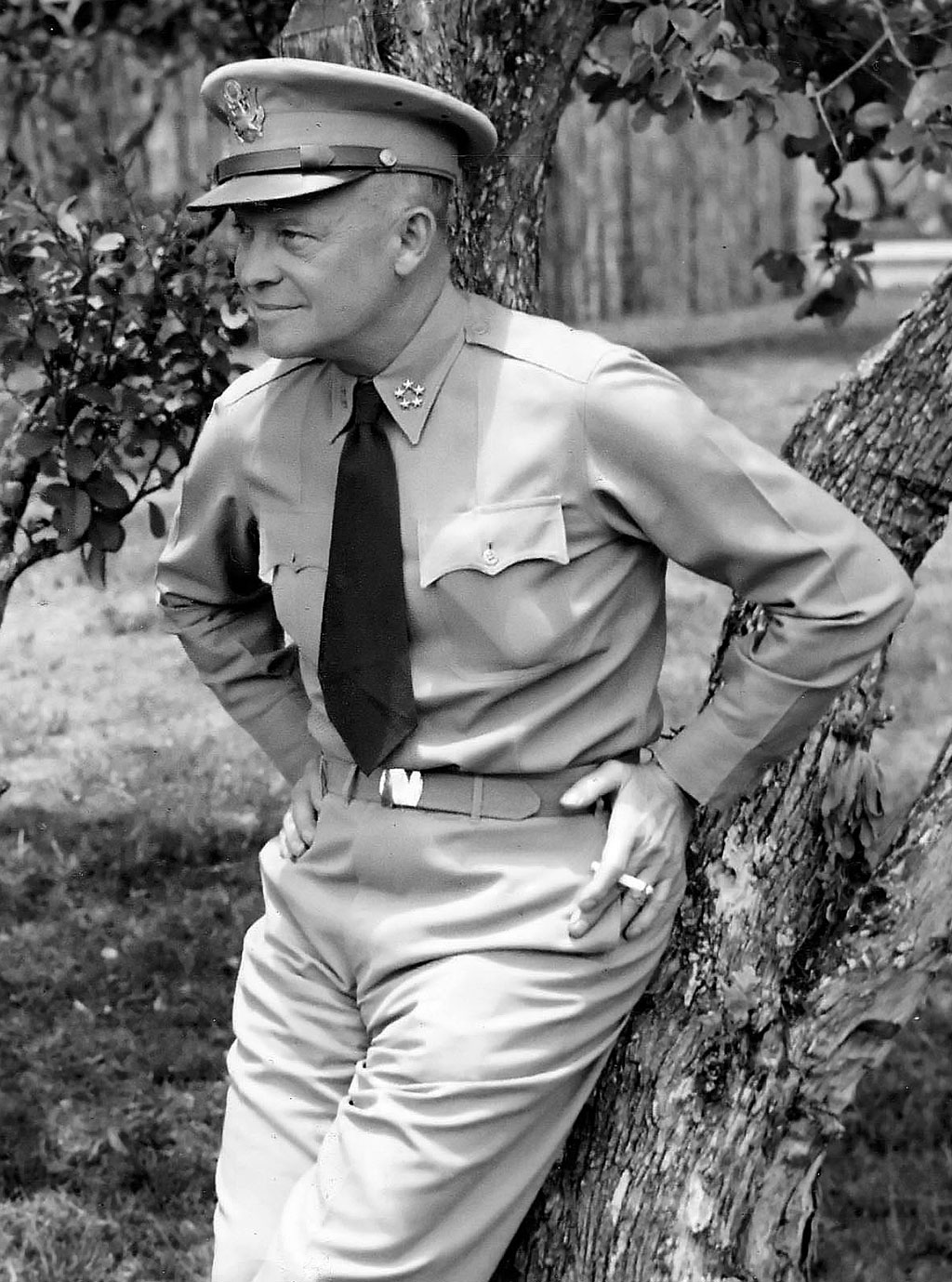
1945년 육군 원수 아이젠하워

1943년 12월, 루스벨트 대통령은 마셜이 아닌 아이젠하워가 서유럽 연합군 침공인 오버로드 작전을 지휘할 것이라고 결정했다. 루스벨트는 아이젠하워의 다국적 및 수륙 양용 작전 지휘 경험이 그 직책에 적합하다고 믿었으며, 마셜을 참모총장으로 잃고 싶지 않았다. 아이젠하워는 스미스를 참모장으로 유지했고, 아서 테더 공군 원수를 부관으로 선택했으며, 버트럼 램지 제독과 존 C. H. 리 장군을 각각 유럽 작전전구 해군 작전 및 병참 책임자로 임명했다. 처칠과 연합 참모 본부의 주장에 따라 그는 몽고메리 장군을 지상군 사령관으로, 트래퍼드 리맬러리 공군 원수를 유럽 작전전구 공군 사령관으로 선택했다. 그는 최근 전투 경험이 있는 인물들을 우선시하여 브래들리를 수석 미국 야전 사령관으로, 스파츠 장군을 미국 전략 공군 책임자로 선택했다. 이전의 구타 사건에도 불구하고, 패튼은 제3군을 지휘하도록 선택되었다.
아이젠하워뿐만 아니라 그 휘하의 장교들과 병사들은 이전 작전들에서 귀중한 교훈을 얻어 독일군과의 가장 어려운 작전인 북프랑스 해변 상륙 공격을 준비했다. 작전의 출발점은 프레더릭 E. 모건 장군이 이끄는 계획 그룹에 의해 개발되었으며, 이 계획은 영국에 더 가깝지만 방어가 더 강력한 파드칼레주 대신 노르망디에 상륙하는 것을 요구했다. 아이젠하워와 몽고메리는 여러 면에서 계획을 변경하는 데 공동으로 동의했으며, 공중 우위에 더 큰 중점을 두고, 작전에 투입되는 병력의 수를 늘리고, 원래 계획했던 것보다 더 넓은 지역에 걸쳐 별도의 미국 및 영국 상륙 지점을 설정했다. 아이젠하워는 또한 연합군을 도왔던 몇몇 전 비시 프랑스 관리들의 체포로 인한 외교적 사건을 피함으로써 드골이 상륙에 참여하도록 확보하는 데 도움을 주었다. 아이젠하워는 드골의 협력이 군사 작전뿐만 아니라 프랑스에 정부를 제공하는 데 있어서도 매우 중요하다고 믿었다.
아이젠하워는 아발란체 작전의 경험을 바탕으로 "공격의 중요한 단계 동안 두 전략 공군을 포함한 우리 공격력의 전체 합이 사용 가능해야 한다"는 점을 지적했다. 몽고메리가 주로 고안한 최종 상륙 계획은 9개 사단이 5개 구역에 상륙하는 것을 요구했다. 3개 사단의 공수 보병은 적진 뒤에 상륙하여 중요한 도로와 다리를 점령할 예정이었다. 원래 1944년 5월로 예정되었던 오버로드 작전은 주로 상륙정 부족으로 한 달 뒤로 연기되었다. 같은 이유로, 남프랑스 상륙 작전인 용기병 작전은 원래 계획했던 오버로드 작전과 동시에가 아닌 1944년 8월에 이루어질 예정이었다. 아이젠하워는 처칠이 양보할 때까지 사임하겠다고 위협할 정도로, 상륙을 용이하게 하기 위해 모든 전략 공군에 대한 독점적인 지휘권을 영국이 자신에게 주어야 한다고 주장했고, 처칠은 그렇게 했다.
강풍으로 인해 오버로드 작전이 하루 지연되었지만, 아이젠하워는 날씨가 잠시 개는 틈을 타 1944년 6월 6일 노르망디 상륙을 명령했다. 상륙 시기와 위치는 독일군을 놀라게 했고, 그들은 제때 상륙 지점을 보강하지 못했다. 연합군은 5개 상륙 지점 중 4개를 빠르게 확보했지만, 독일군은 오마하 해변을 강력하게 방어했다. 연합군은 상륙 지점의 통제권을 공고히 하고 작전의 다음 단계인 셰르부르 항구를 6월 말까지 점령했다. 7월 말까지 150만 명 이상의 연합군 병사와 30만 대 이상의 차량이 노르망디에 상륙했다. 연합군은 팔레즈 포위전에서 독일군의 반격을 격퇴하며 노르망디에서의 전투를 끝냈다. 한편, 용기병 작전 상륙도 성공하여 연합군은 마르세유를 점령하고 북쪽으로 이동하기 시작했다. 동부 전선에서는 소련이 바그라티온 작전으로 알려진 대규모 공세를 시작하여 독일이 서쪽으로 증원군을 보내는 것을 막았다.

#### 프랑스 해방과 독일 침공

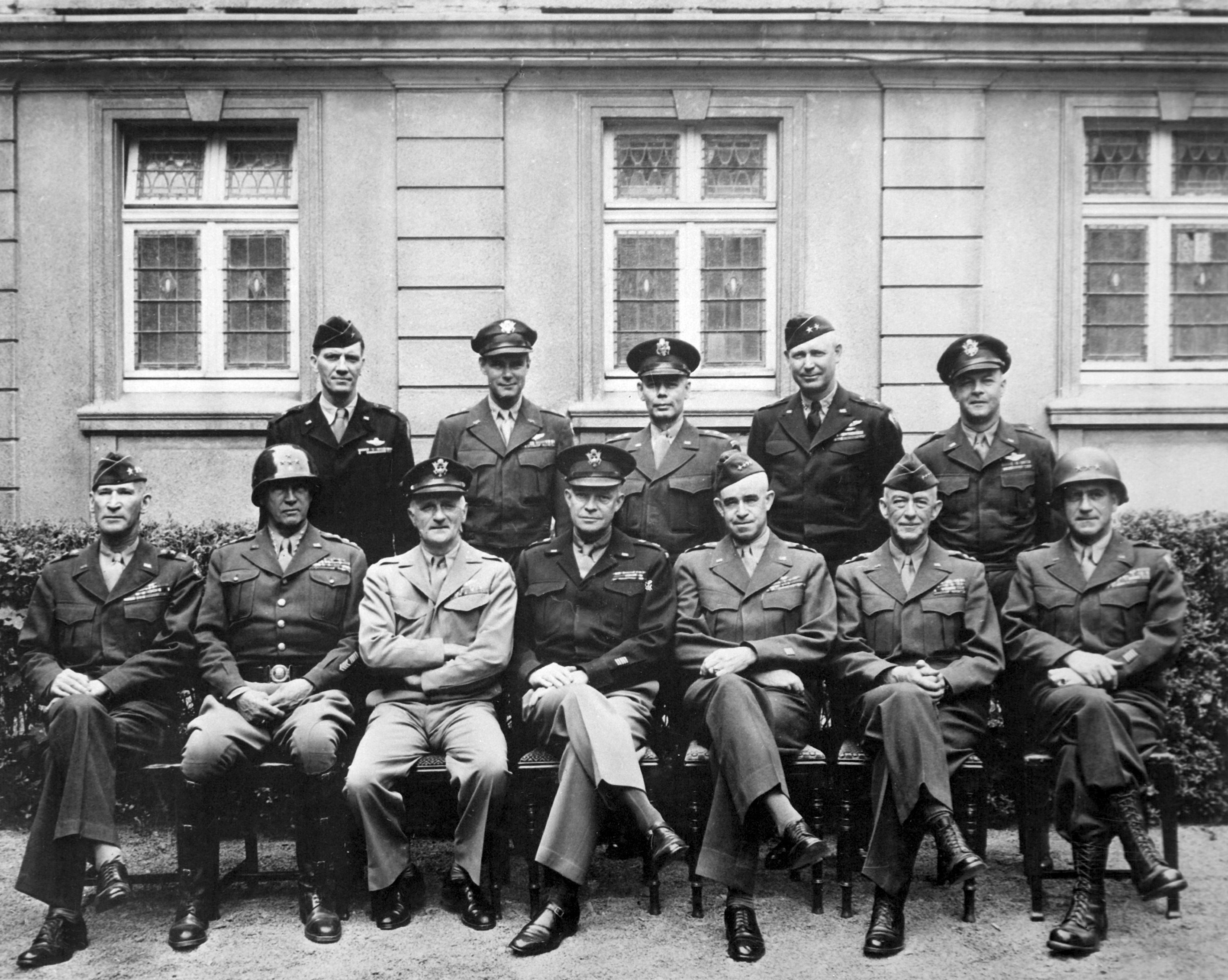
왼쪽부터, 1945년 육군 장교 심슨, 패튼, 스파츠, 아이젠하워, 브래들리, 호지스, 게로가 앞줄에 서 있다.

해안 공격이 성공하자 아이젠하워는 육상 전투 전략에 대한 개인적인 통제권을 유지해야 한다고 주장했으며, 여러 공격의 지휘 및 보급에 몰두했다. 드골과 독일군 지휘관 디트리히 폰 콜티츠의 격려를 받아 아이젠하워는 8월 말 파리 해방을 명령했다. 폰 콜티츠는 8월 25일 시를 항복시켰고, 드골은 다음 날 개선하며 시에 입성했다. 독일군의 저항이 예상보다 빨리 무너지면서 연합군은 프랑스, 벨기에, 룩셈부르크의 대부분을 신속하게 해방시켰다. 몽고메리 장군은 독일의 루르 지역을 통과하는 공격을 제안했고, 브래들리 중장은 자르 지역 남부로의 공격을 요청했으며, 아이젠하워는 두 작전을 모두 승인했다. 연합군 병력을 분산시키고 광범위한 전선으로 진격하기로 한 아이젠하워의 결정은 병참에 부담을 주었고 독일군에게 독일 국경에 더 가까운 방어적인 위치로 후퇴할 시간을 주었다.
연합군 사령부에서의 고위직을 인정받아 1944년 12월 20일, 그는 대부분의 유럽 군대에서 육군원수 계급에 해당하는 육군 원수로 진급했다. 같은 달, 독일군은 기습 반격인 벌지 전투를 개시했고, 연합군은 아이젠하워가 군대를 재배치하고 날씨가 좋아져 공군이 개입할 수 있게 된 후 1945년 초에 이를 격퇴했다. 비록 많은 연합군 병사들이 전투에서 목숨을 잃었지만, 독일은 이 전투에서 결정적인 패배를 겪었다.

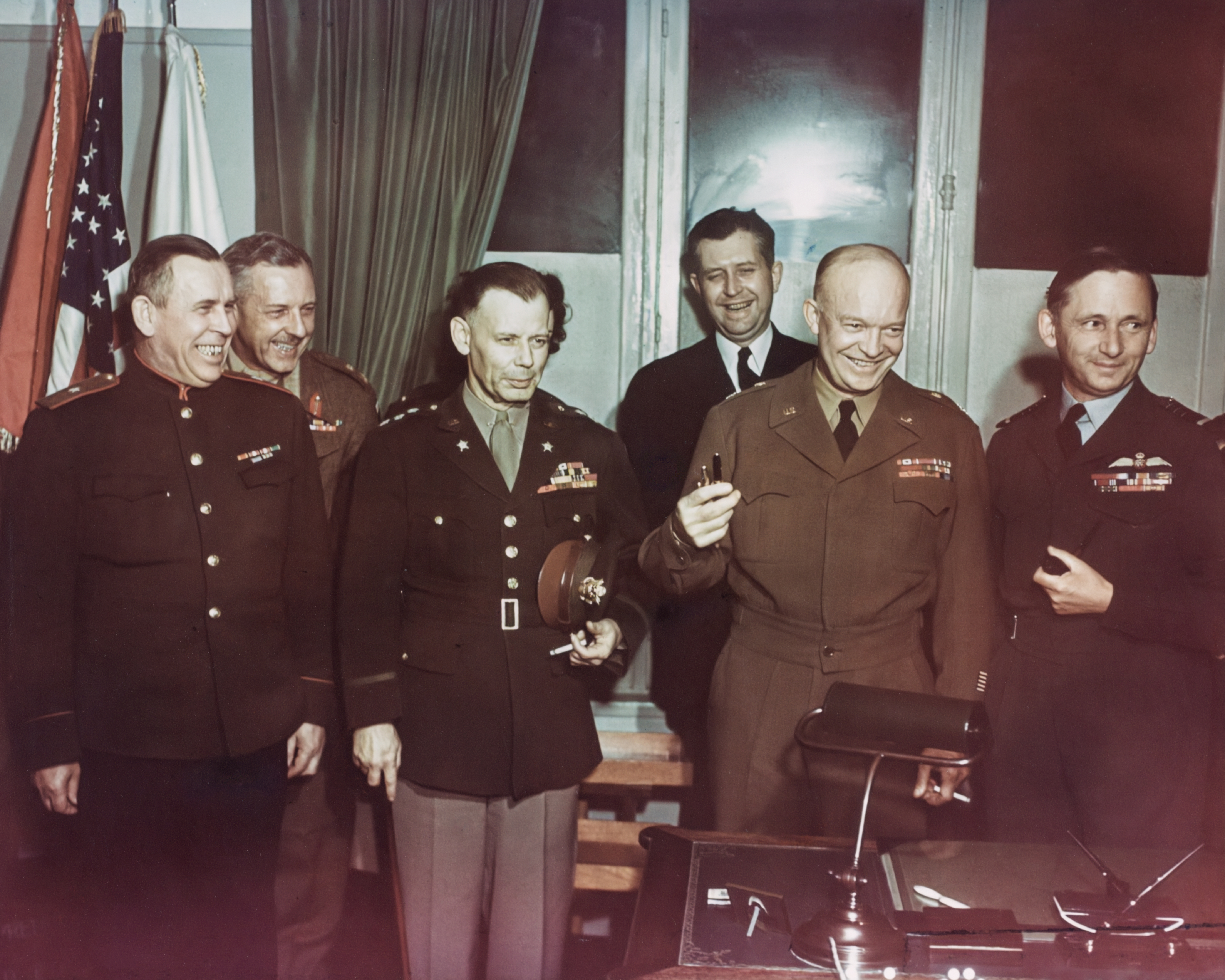
랭스에서 독일의 항복문서 서명 후 연합군 사령관들과 함께 있는 아이젠하워. 월터 베델 스미스는 아이젠하워의 왼쪽에, 아서 테더는 오른쪽에 서 있다.

벌지 전투와 1945년 초 소련의 대규모 공세 성공 후, 아이젠하워는 아서 테더 공군 원수를 소련으로 보내 독일 침공을 위한 공동 전략을 수립하는 데 도움을 주도록 했다. 아이젠하워는 독일의 수도인 베를린을 놓고 소련과 경쟁하기를 거부하고, 대신 가능한 한 빨리 소련군과 합류하는 것을 우선시했다. 연합군은 3월 초 라인강에 도달하여, 독일군이 파괴하기 전에 레마겐 마을 근처의 핵심 다리를 점령했다. 독일군의 저항은 빠르게 무너졌고, 5월 7일 아이젠하워는 독일의 항복을 받아들였다.

## 전후 군 복무

### 점령 지역 사령관 (1945년)

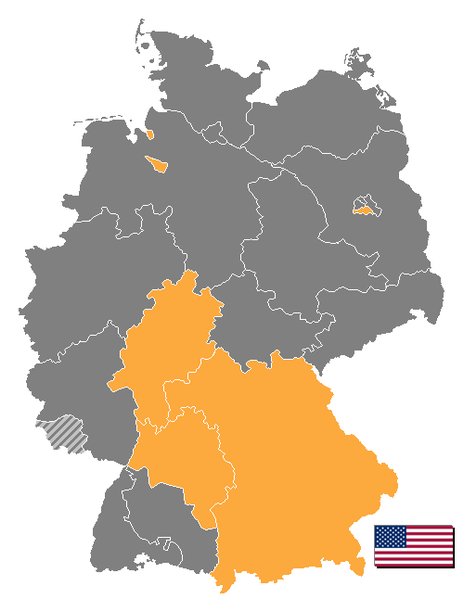
아이젠하워는 1945년 5월부터 11월까지 연합군 점령하 독일의 미국 점령 지역(강조 표시) 군사 총독으로 복무했다.

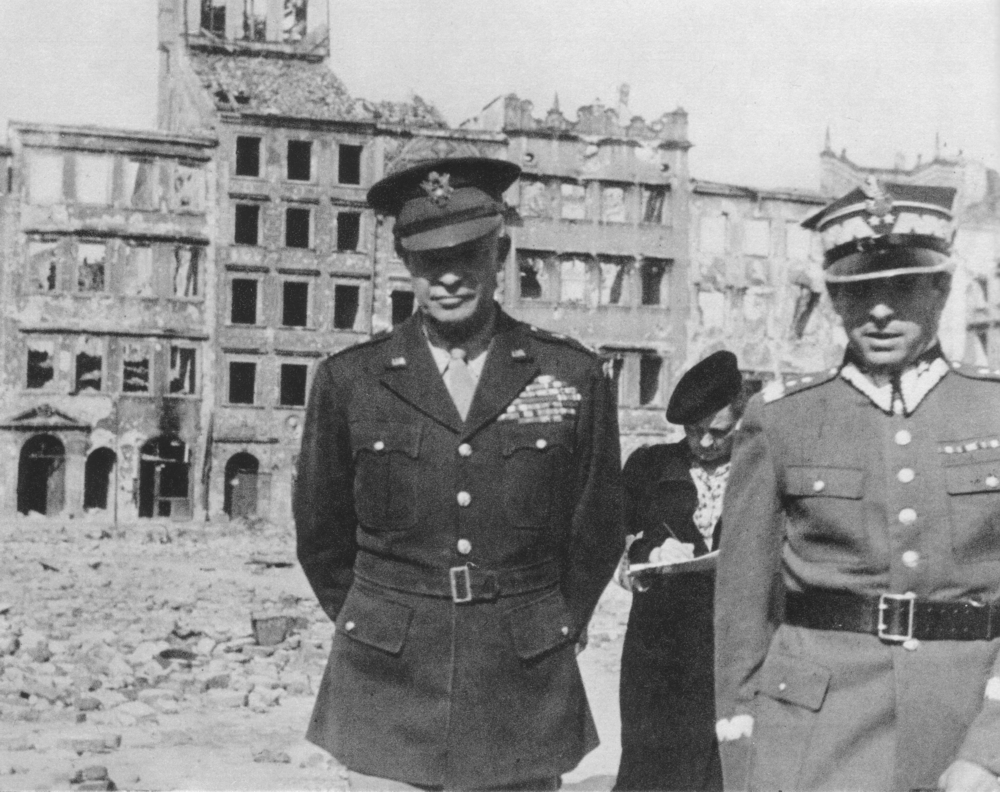
1945년 폴란드 바르샤바에서 마리안 스피할스키 폴란드 장군과 함께 있는 아이젠하워 (왼쪽)

아이젠하워, 몽고메리, 소련 원수 게오르기 주코프, 프랑스 장군 장 드 라트르 드 타시니는 1945년 6월 5일 만나 연합군 통제 위원회를 설립하기로 합의했으며, 이는 네 강대국에 의한 독일 공동 통치를 규정했다. 아이젠하워는 주로 남독일에 위치하고 본부를 프랑크푸르트의 IG 파르벤 빌딩에 둔 미국 점령 지역의 군사 총독이 되었다. 1945년 9월, 아이젠하워는 탈나치화에 대한 공개적인 반대를 표명한 후 패튼 장군을 바이에른주 사령관직에서 해임했다. 패튼의 해임은 탈나치화에 관한 공식 정책이 엄격하게 준수될 것이라는 강력한 신호를 보냈다. 아이젠하워는 전직 나치 인사들을 적극적으로 숙청했지만, 그의 행동은 대체로 독일 대중이 나치의 희생자라는 미국적 태도를 반영했다.
식량 부족과 난민 유입을 포함한 독일의 황폐화에 대응하여, 그는 미국 식량 및 의료 장비의 배급을 주선했다. 나치 강제 수용소를 발견하자, 그는 뉘른베르크 재판에 사용하기 위해 그곳의 잔학 행위 증거를 문서화하도록 카메라 팀에게 지시했다. 그는 미국 구금 중인 독일 전쟁 포로 (POW)를 무장 해제된 적군 (DEF)으로 재분류했는데, 이들은 더 이상 제네바 협약의 적용을 받지 않았다. 그는 또한 독일의 소련 점령 지역 사령관인 소련 원수 게오르기 주코프와 강력한 협력 관계를 발전시켰다. 주코프의 요청으로 그는 모스크바를 방문하여 러시아 문화를 관찰하고 소련 지도자 이오시프 스탈린을 만났다. 아이젠하워는 히로시마·나가사키 원자폭탄 투하 몇 주 전에 비밀 원자폭탄 개발에 대해 알게 되었다. 그는 원자 무기 사용이 전후 긴장을 고조시킬 것이라는 이유로 폭탄 투하에 반대했다.

### 육군 참모총장 (1945년~1948년)
제2차 세계 대전이 끝난 후, 마셜은 1945년 11월에 은퇴했다. 마셜의 추천으로 해리 S. 트루먼 대통령은 아이젠하워를 새로운 육군 참모총장으로 선택했다. 그 역할에서 그의 주요 임무는 수백만 명의 군인들을 동원 해제하는 것이었지만, 그는 또한 대통령에게 군사 정책에 대해 조언하고 육군에 대한 대중의 지지를 유지하기 위해 수많은 대중 출연을 했다. 급진적인 동원 해제가 육군의 임무에 필요한 인력을 박탈하고 군대를 전전의 작은 규모로 완전히 되돌릴까 우려하여 아이젠하워는 트루먼과 함께 어떤 형태의 보편적인 병역 제도를 요구했다. 의회는 보편적인 병역 제도를 거부했지만, 1940년 선택적 훈련 및 병역법은 연장했다.
아이젠하워는 1946년에 소련이 전쟁을 원하지 않으며 우호적인 관계를 유지할 수 있다고 확신했다. 그는 새로운 유엔을 강력히 지지하고 원자폭탄 통제에 유엔이 관여하는 것을 선호했다. 그러나 원자폭탄과 소련과의 관계에 대한 정책을 수립하는 데 있어 해리 S. 트루먼 대통령의 행정부는 국무부를 선호하여 고위 군사 지도자들을 대체로 무시했다. 1947년 중반까지 독일 경제 회복과 그리스 내전을 둘러싼 동서 긴장이 고조되면서 아이젠하워는 소련의 팽창을 막는 봉쇄 정책에 동의하게 되었다. 참모총장 직위에 점점 더 불만을 느끼던 그는 1948년에 뉴욕 시의 아이비 리그 대학인 컬럼비아 대학교의 총장이 되었다. 그럼에도 불구하고 그는 다양한 문제에 대해 군부에 계속 조언했다. 컬럼비아 대학에 재직하는 동안 그는 유럽에서의 십자군이라는 제목의 회고록을 출판했다.

### NATO 최고사령관 (1951년~1952년)
1950년 6월, 공산주의의 지원을 받는 북한이 미국과 동맹을 맺은 남한을 침공하여 6.25 전쟁이 발발했다. 미국은 남한을 대신하여 개입하여 북한군에게 여러 차례 패배를 안겼지만, 중화인민공화국이 북한을 돕기 위해 병력을 파견한 후 전쟁은 교착 상태에 빠졌다. 전쟁에 대한 미국의 준비 부족에 당황한 트루먼 대통령은 국가 안보 팀을 개편하고 군사비 지출을 극적으로 늘릴 것을 제안했다. 그는 아이젠하워에게 1949년에 결성된 서방 국가들의 군사 동맹인 NATO에 대한 미국의 약속의 중요성을 대중에게 설명해 달라고 요청했다. 아이젠하워는 오하이오주의 강력한 공화당 상원의원인 로버트 태프트를 설득하지 못했지만, 다른 대부분의 의회 의원들은 동맹을 지지하기로 동의했다. 1951년 4월, 컬럼비아 대학교에서 휴직한 후, 아이젠하워는 상원에 의해 NATO의 초대 최고사령관으로 인준되었다. 이 역할에서 그는 잠재적인 소련의 침공에 맞설 수 있는 응집력 있는 군사력을 구축하는 임무를 맡았다.
최고 연합군 사령관으로서 아이젠하워는 NATO의 지휘 체계를 조직하고 동맹의 대중적 인물이 되었다. 그의 명성과 대중적 인기로 인해 아이젠하워는 1952년 공화당 대통령 후보로 당연한 선택이었다. 아이젠하워는 당 지도자들로부터 대통령 출마를 자주 요청받았다. 그는 주저했지만, 결국 대통령으로서 봉사하는 것이 자신의 의무라고 결정했다. 1952년 5월 말 육군을 떠나 대통령 선거에 출마하기로 결정했을 때, 그는 매슈 리지웨이 장군에게 최고 연합군 사령관직을 인계받았는데, 그는 최근 한국에서 유엔군 사령관으로 복무했다.

## 은퇴
아이젠하워는 전후 인기 있는 정치적 인물로 떠올랐고, 널리 대통령 후보로 간주되었다. 로버트 태프트 상원의원과 함께 아이젠하워는 1952년 공화당 대통령 예비 선거에서 두 주요 후보 중 한 명으로 부상했다. 1952년 뉴햄프셔 예비 선거에서 승리한 후, 아이젠하워는 NATO 지휘권을 사임하고 미국으로 돌아왔다. 그는 계속해서 1952년 대통령 선거에서 승리했으며, 1953년 1월부터 1961년 1월까지 미국의 제34대 대통령으로 재직했다. 1952년 7월 18일 대통령 후보가 되자, 그는 육군에서의 임관을 사임했다. 퇴임 후, 1961년 3월 30일 의회 법안에 의해 육군 원수 계급으로 복원되었다.

## 평판
영국과 미국 군대의 아이젠하워 동시대인들은 그를 뛰어난 행정가로 평가했다. 몽고메리 장군은 그를 "군사적 정치가"라고 불렀다. 역사학자 러셀 와이글리는 아이젠하워를 조지 워싱턴과 율리시스 S. 그랜트에 이어 세 번째로 위대한 미 육군 지도자로 평가했다. 이 평가를 내리면서 와이글리는 아이젠하워가 제2차 세계 대전에서 독일군을 격퇴하기 위한 해협 횡단 침공이라는 전략적 목표에 집중한 성공, 작전 및 전술에 대한 판단의 성숙성, 그리고 미국-영국 동맹을 공고히 하고 미국의 소련과의 전시 협력을 가능하게 한 군사 외교를 언급했다.
많은 동시대인들과 역사학자들이 아이젠하워의 군사적 리더십을 높이 평가하지만, 그는 종종 전투 경험 부족이나 군사 전략에 대한 이해 부족이라는 비판을 받기도 했다. 역사학자 에이드리언 R. 루이스는 아이젠하워가 전투 경험이 부족했기 때문에 전투에서 복무한 동료들로부터 존경을 받지 못했다고 썼다. 앨런브룩 남작은 1942년 12월 28일 자신의 일기에 아이젠하워가 장군으로서 "희망이 없다. 그는 정치에 몰두하고 군사적 임무를 소홀히 하는데, 부분적으로는... 군사 문제에 대해 아는 것이 거의 없기 때문이다"라고 썼다. 오마 브래들리 육군 원수는 아이젠하워가 "건전한 전장 전술에 대한 이해가 거의 없었다"고 썼다. 오마하 해변에 제1사단을 상륙시킨 상륙군 'O'의 지휘관인 존 L. 홀 주니어 제독은 아이젠하워가 "군사 역사상 가장 과대평가된 인물 중 한 명"이라고 썼다.

## 임명 목록

### 제2차 세계 대전 이전
- 생도, 미국 육군사관학교: 1911년 6월 14일 – 1915년 6월
- 휴가, 1915년 6월 – 1915년 9월
- 제19보병연대, 포트 샘 휴스턴, 1915년 9월 – 1918년 2월 (F 중대 지휘 포함)
- 전차 중대장, 캠프 미드, 메릴랜드, 1918년 2월 – 1918년 3월
- 사령관, 캠프 콜트 (펜실베이니아주), 1918년 3월 30일 – 1918년 11월 19일
- 보병학교, 캠프 베닝, 조지아, 1918년 12월 – 1919년 3월
- 행정관 (후에 사령관), 제305전차여단, 캠프 미드, 메릴랜드, 1919년 3월 – 1922년 1월
- 참모 장교, 제20보병여단, 파나마 운하 지대, 1922년 1월 – 1924년 9월
- 참모 장교 및 교내 축구 코치, 제3 군단구 본부, 볼티모어, 메릴랜드주, 1924년 9월 – 1925년 8월
- 학생, 지휘참모대학교, 1925년 8월 – 1926년 6월
- 행정관, 제24보병연대, 1926년 8월 – 1927년 1월
- 참모 장교, 미국 전투 기념물 위원회, 1927년 1월 – 1927년 8월
- 학생, 육군참모대학교, 워싱턴 D.C., 1927년 8월 – 1928년 6월
- 참모 장교, 미국 전투 기념물 위원회, 1928년 7월 – 1929년 11월
- 전쟁부 차관 보좌관, 1929년 11월 – 1932년 9월[166]
- 학생, 육군 산업 대학교, 1932년 9월 – 1933년 6월[167]
- 미 육군 참모총장 보좌관, 1933년 6월 – 1935년 10월 1일[168]
- 필리핀 주둔 미 육군 군사 고문 보좌관, 1935년 10월 1일 – 1939년 12월
- 사령관, 1대대, 제15보병연대, 포트 루이스, 1940년 1월 – 1940년 4월
- 행정관, 제15보병연대, 포트 루이스, 1940년 4월 – 1940년 11월
- 참모장, 제3보병사단, 1940년 11월 30일 – 1941년 2월 28일
- 참모장, 제9군단, 1941년 3월 1일 – 1941년 6월 13일
- 참모장, 제3군, 1941년 6월 14일 – 1941년 12월 18일

### 제2차 세계 대전
- 부국장, 전쟁 계획국, 1941년 12월 19일 – 1942년 2월 15일
- 국장, 전쟁 계획국, 1942년 2월 16일 – 1942년 3월 8일
- 국장, 전쟁부 총참모부 작전국, 1942년 3월 9일 – 1942년 6월 23일
- 사령관, 미국 육군 유럽 작전전구 (ETOUSA), 1942년 6월 24일 – 1943년 2월 3일
- 총사령관, 연합군 본부 (AFHQ), 1942년 8월 14일 – 1944년 1월 7일
- 총사령관, 북아프리카 전구, 미 육군 (NATOUSA), 1943년 2월 4일 – 1944년 1월 7일
- 최고 연합군 사령관, 연합국 원정군 최고사령부 (SHAEF), 1944년 1월 16일 – 1945년 7월 14일
- 사령관, 미국 육군 유럽 작전전구 (ETOUSA), 1944년 1월 16일 – 1945년 6월 30일

### 전후
- 군사 총독, 미국 점령 지역, 1945년 6월 5일 – 1945년 11월 10일
- 사령관, 미 유럽 주둔군 (USFET), 1945년 7월 1일 – 1945년 11월 10일
- 미국 육군참모총장, 1945년 11월 19일 – 1948년 2월 6일
- 총장, 컬럼비아 대학교, 뉴욕, 1948년 6월 7일 – 1950년 12월 19일
- 사령관, 미 육군 유럽 사령부 (EUCOM), 1951년 2월 22일 – 1952년 5월 30일
- 유럽 연합군 최고사령관 (NATO), 1951년 4월 2일 – 1952년 5월 30일[169]

1943년 12월부터 1945년 11월까지 아이젠하워는 유럽 주둔 미군 사령관이자 연합군 사령관으로서 "이중 모자"를 썼다.
참고: 출처에 따라 직책과 날짜가 다를 수 있다. 위에 제시된 날짜는 대략적인 것으로 간주해야 한다.

## 훈장, 장식 및 메달
출처:

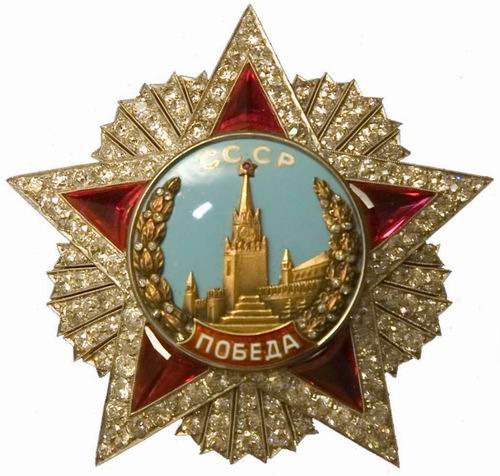
아이젠하워에게 수여된 소련 승리 훈장의 별.

1950년 코끼리 훈장 기사로 임명될 때 아이젠하워에게 부여된 문장. 모루는 그의 이름이 독일어로 "철을 다루는 사람"에서 유래했다는 사실을 나타낸다.

착용 방식대로 표시된 리본. 외국 훈장은 수여 날짜 순으로 정렬되며, 국가 훈장이 군사 훈장 및 근무 메달보다 우선한다. 여러 훈장이 같은 날 수여된 경우, 리본은 상대적 우선순위에 따라 정렬된다.
| Bronze oak leaf cluster · Bronze oak leaf cluster · Bronze oak leaf cluster · Bronze oak leaf cluster |                         |                                                                     |  |
| | Bronze star             | Silver star · Bronze star · Bronze star · Bronze star · Bronze star |  |
| | Bronze oak leaf cluster |                                                                     |  |
| |                         |                                                                     |  |
| |                         |                                                                     |  |
| |                         |                                                                     |  |
| |                         |                                                                     |  |
| |                         |                                                                     |  |
| |                         |                                                                     |  |
| |                         |                                                                     |  |
| |                         |                                                                     |  |
| |                         |                                                                     |  |
| |                         |                                                                     |  |
| |                         |                                                                     |  |
| |                         |                                                                     |  |
| |                         |                                                                     |  |
| |                         |                                                                     |  |

| 1st Row  | 육군 수훈 메달 4개의 떡갈잎 군집 (1922, 1943, 1945, 1948, 1952) | 육군 수훈 메달 4개의 떡갈잎 군집 (1922, 1943, 1945, 1948, 1952) | 육군 수훈 메달 4개의 떡갈잎 군집 (1922, 1943, 1945, 1948, 1952) | 육군 수훈 메달 4개의 떡갈잎 군집 (1922, 1943, 1945, 1948, 1952) | 해군 수훈 메달 (1947)                              | 해군 수훈 메달 (1947)                              | 해군 수훈 메달 (1947)                              | 해군 수훈 메달 (1947)                              | 훈공장 (1943)                                        | 훈공장 (1943)                                        | 훈공장 (1943)                                        | 훈공장 (1943)                                        | 멕시코 국경 복무 메달 (1918)                                     | 멕시코 국경 복무 메달 (1918)                                     | 멕시코 국경 복무 메달 (1918)                                     | 멕시코 국경 복무 메달 (1918)                                     |
| 2nd Row  | 제1차 세계 대전 전승 메달 (1919)                                | 제1차 세계 대전 전승 메달 (1919)                                | 제1차 세계 대전 전승 메달 (1919)                                | 제1차 세계 대전 전승 메달 (1919)                                | 미국 방위 복무 메달 "해외 복무" 갈고리 (1942)      | 미국 방위 복무 메달 "해외 복무" 갈고리 (1942)      | 미국 방위 복무 메달 "해외 복무" 갈고리 (1942)      | 미국 방위 복무 메달 "해외 복무" 갈고리 (1942)      | 유럽-아프리카-중동 전역 메달 9개의 전역별 (1942)     | 유럽-아프리카-중동 전역 메달 9개의 전역별 (1942)     | 유럽-아프리카-중동 전역 메달 9개의 전역별 (1942)     | 유럽-아프리카-중동 전역 메달 9개의 전역별 (1942)     | 제2차 세계 대전 전승 메달 (1946)                                 | 제2차 세계 대전 전승 메달 (1946)                                 | 제2차 세계 대전 전승 메달 (1946)                                 | 제2차 세계 대전 전승 메달 (1946)                                 |
| 3rd Row  | 점령군 메달 "독일" 갈고리 (1947)                                | 점령군 메달 "독일" 갈고리 (1947)                                | 점령군 메달 "독일" 갈고리 (1947)                                | 점령군 메달 "독일" 갈고리 (1947)                                | 국방 복무 메달 떡갈잎 군집 (1953, 1966)            | 국방 복무 메달 떡갈잎 군집 (1953, 1966)            | 국방 복무 메달 떡갈잎 군집 (1953, 1966)            | 국방 복무 메달 떡갈잎 군집 (1953, 1966)            | 그랑 코르동 영광 훈장 (프랑스령 튀니지)              | 그랑 코르동 영광 훈장 (프랑스령 튀니지)              | 그랑 코르동 영광 훈장 (프랑스령 튀니지)              | 그랑 코르동 영광 훈장 (프랑스령 튀니지)              | 명예 기사 대십자 가장 명예로운 바스 훈장, 군사 부문 (GCB) (영국) | 명예 기사 대십자 가장 명예로운 바스 훈장, 군사 부문 (GCB) (영국) | 명예 기사 대십자 가장 명예로운 바스 훈장, 군사 부문 (GCB) (영국) | 명예 기사 대십자 가장 명예로운 바스 훈장, 군사 부문 (GCB) (영국) |
| 4th Row  | 대십자 레지옹 도뇌르 (자유 프랑스)                              | 대십자 레지옹 도뇌르 (자유 프랑스)                              | 대십자 레지옹 도뇌르 (자유 프랑스)                              | 대십자 레지옹 도뇌르 (자유 프랑스)                              | 그랑 코르동 알라위트 위대한 훈장 (프랑스령 모로코) | 그랑 코르동 알라위트 위대한 훈장 (프랑스령 모로코) | 그랑 코르동 알라위트 위대한 훈장 (프랑스령 모로코) | 그랑 코르동 알라위트 위대한 훈장 (프랑스령 모로코) | 수보로프 훈장, 1급 (소련)                            | 수보로프 훈장, 1급 (소련)                            | 수보로프 훈장, 1급 (소련)                            | 수보로프 훈장, 1급 (소련)                            | 비르투티 밀리타리 훈장, 1급 (폴란드 망명정부)                    | 비르투티 밀리타리 훈장, 1급 (폴란드 망명정부)                    | 비르투티 밀리타리 훈장, 1급 (폴란드 망명정부)                    | 비르투티 밀리타리 훈장, 1급 (폴란드 망명정부)                    |
| 5th Row  | 폴란드 재건국 훈장 (폴란드 망명정부)                            | 폴란드 재건국 훈장 (폴란드 망명정부)                            | 폴란드 재건국 훈장 (폴란드 망명정부)                            | 폴란드 재건국 훈장 (폴란드 망명정부)                            | 승리 훈장 (소련)                                   | 승리 훈장 (소련)                                   | 승리 훈장 (소련)                                   | 승리 훈장 (소련)                                   | 메리트 훈장 (영국)                                   | 메리트 훈장 (영국)                                   | 메리트 훈장 (영국)                                   | 메리트 훈장 (영국)                                   | 금장 대십자 국가 명예 훈장 (아이티)                              | 금장 대십자 국가 명예 훈장 (아이티)                              | 금장 대십자 국가 명예 훈장 (아이티)                              | 금장 대십자 국가 명예 훈장 (아이티)                              |
| 6th Row  | 기사 대십자 네덜란드 사자 훈장                                  | 기사 대십자 네덜란드 사자 훈장                                  | 기사 대십자 네덜란드 사자 훈장                                  | 기사 대십자 네덜란드 사자 훈장                                  | 그랑 코르동 레오폴드 훈장 야자나무 문양 (벨기에)   | 그랑 코르동 레오폴드 훈장 야자나무 문양 (벨기에)   | 그랑 코르동 레오폴드 훈장 야자나무 문양 (벨기에)   | 그랑 코르동 레오폴드 훈장 야자나무 문양 (벨기에)   | 대십자 곡수왕관장 (룩셈부르크)                       | 대십자 곡수왕관장 (룩셈부르크)                       | 대십자 곡수왕관장 (룩셈부르크)                       | 대십자 곡수왕관장 (룩셈부르크)                       | 해방 훈장 (프랑스)                                               | 해방 훈장 (프랑스)                                               | 해방 훈장 (프랑스)                                               | 해방 훈장 (프랑스)                                               |
| 7th Row  | 그룬발트 십자 훈장 1급 (폴란드 임시정부)                        | 그룬발트 십자 훈장 1급 (폴란드 임시정부)                        | 그룬발트 십자 훈장 1급 (폴란드 임시정부)                        | 그룬발트 십자 훈장 1급 (폴란드 임시정부)                        | 하얀 사자 훈장 (체코슬로바키아)                    | 하얀 사자 훈장 (체코슬로바키아)                    | 하얀 사자 훈장 (체코슬로바키아)                    | 하얀 사자 훈장 (체코슬로바키아)                    | 하얀 사자 군사 훈장, 1급 금성 (체코슬로바키아)       | 하얀 사자 군사 훈장, 1급 금성 (체코슬로바키아)       | 하얀 사자 군사 훈장, 1급 금성 (체코슬로바키아)       | 하얀 사자 군사 훈장, 1급 금성 (체코슬로바키아)       | 대십자 성 올라프 훈장 (노르웨이)                                 | 대십자 성 올라프 훈장 (노르웨이)                                 | 대십자 성 올라프 훈장 (노르웨이)                                 | 대십자 성 올라프 훈장 (노르웨이)                                 |
| 8th Row  | 기사 코끼리 훈장 (덴마크)                                       | 기사 코끼리 훈장 (덴마크)                                       | 기사 코끼리 훈장 (덴마크)                                       | 기사 코끼리 훈장 (덴마크)                                       | 그랜드 커맨더 성 올라프 훈장 (노르웨이)            | 그랜드 커맨더 성 올라프 훈장 (노르웨이)            | 그랜드 커맨더 성 올라프 훈장 (노르웨이)            | 그랜드 커맨더 성 올라프 훈장 (노르웨이)            | 대십자 군사 공로 훈장 (브라질)                       | 대십자 군사 공로 훈장 (브라질)                       | 대십자 군사 공로 훈장 (브라질)                       | 대십자 군사 공로 훈장 (브라질)                       | 검을 가진 대십자 조지 1세 훈장 (그리스 왕국)                     | 검을 가진 대십자 조지 1세 훈장 (그리스 왕국)                     | 검을 가진 대십자 조지 1세 훈장 (그리스 왕국)                     | 검을 가진 대십자 조지 1세 훈장 (그리스 왕국)                     |
| 9th Row  | 대십자 항공 공로 훈장 (브라질)                                  | 대십자 항공 공로 훈장 (브라질)                                  | 대십자 항공 공로 훈장 (브라질)                                  | 대십자 항공 공로 훈장 (브라질)                                  | 대십자 남십자성 훈장 (브라질)                      | 대십자 남십자성 훈장 (브라질)                      | 대십자 남십자성 훈장 (브라질)                      | 대십자 남십자성 훈장 (브라질)                      | 대십자 바스코 누녜스 데 발보아 훈장 (파나마)         | 대십자 바스코 누녜스 데 발보아 훈장 (파나마)         | 대십자 바스코 누녜스 데 발보아 훈장 (파나마)         | 대십자 바스코 누녜스 데 발보아 훈장 (파나마)         | 아스텍 독수리 훈장의 목걸이 (멕시코)                             | 아스텍 독수리 훈장의 목걸이 (멕시코)                             | 아스텍 독수리 훈장의 목걸이 (멕시코)                             | 아스텍 독수리 훈장의 목걸이 (멕시코)                             |
| 10th Row | 군사 공로 훈장, 1급 (멕시코)                                    | 군사 공로 훈장, 1급 (멕시코)                                    | 군사 공로 훈장, 1급 (멕시코)                                    | 군사 공로 훈장, 1급 (멕시코)                                    | 대십자 공로 훈장 (칠레)                            | 대십자 공로 훈장 (칠레)                            | 대십자 공로 훈장 (칠레)                            | 대십자 공로 훈장 (칠레)                            | 군사 공로 십자 훈장 1급 (과테말라)                   | 군사 공로 십자 훈장 1급 (과테말라)                   | 군사 공로 십자 훈장 1급 (과테말라)                   | 군사 공로 십자 훈장 1급 (과테말라)                   | 별을 가진 대코르동 이스마일 최고 훈장 (이집트)                   | 별을 가진 대코르동 이스마일 최고 훈장 (이집트)                   | 별을 가진 대코르동 이스마일 최고 훈장 (이집트)                   | 별을 가진 대코르동 이스마일 최고 훈장 (이집트)                   |
| 11th Row | 대코르동 운휘 훈장 (중화민국)                                   | 대코르동 운휘 훈장 (중화민국)                                   | 대코르동 운휘 훈장 (중화민국)                                   | 대코르동 운휘 훈장 (중화민국)                                   | 기사 대십자 이탈리아 군사 훈장 (이탈리아)          | 기사 대십자 이탈리아 군사 훈장 (이탈리아)          | 기사 대십자 이탈리아 군사 훈장 (이탈리아)          | 기사 대십자 이탈리아 군사 훈장 (이탈리아)          | 솔로몬 훈장의 칼라 (에티오피아 제국)                 | 솔로몬 훈장의 칼라 (에티오피아 제국)                 | 솔로몬 훈장의 칼라 (에티오피아 제국)                 | 솔로몬 훈장의 칼라 (에티오피아 제국)                 | 압돈 칼데론 훈장, 1급 (에콰도르)                                 | 압돈 칼데론 훈장, 1급 (에콰도르)                                 | 압돈 칼데론 훈장, 1급 (에콰도르)                                 | 압돈 칼데론 훈장, 1급 (에콰도르)                                 |
| 12th Row | 대십자 해방자 산 마르틴 장군 훈장 (아르헨티나)                  | 대십자 해방자 산 마르틴 장군 훈장 (아르헨티나)                  | 대십자 해방자 산 마르틴 장군 훈장 (아르헨티나)                  | 대십자 해방자 산 마르틴 장군 훈장 (아르헨티나)                  | 기사 대십자 구세주 훈장 (그리스 왕국)              | 기사 대십자 구세주 훈장 (그리스 왕국)              | 기사 대십자 구세주 훈장 (그리스 왕국)              | 기사 대십자 구세주 훈장 (그리스 왕국)              | 검을 가진 대십자 몰타 기사단 공로 훈장 (몰타 기사단) | 검을 가진 대십자 몰타 기사단 공로 훈장 (몰타 기사단) | 검을 가진 대십자 몰타 기사단 공로 훈장 (몰타 기사단) | 검을 가진 대십자 몰타 기사단 공로 훈장 (몰타 기사단) | 대십자 성묘 기사단 (성좌 (가톨릭))                               | 대십자 성묘 기사단 (성좌 (가톨릭))                               | 대십자 성묘 기사단 (성좌 (가톨릭))                               | 대십자 성묘 기사단 (성좌 (가톨릭))                               |
| 13th Row | 그랑 코르동 시바의 여왕 훈장 (에티오피아 제국)                  | 그랑 코르동 시바의 여왕 훈장 (에티오피아 제국)                  | 그랑 코르동 시바의 여왕 훈장 (에티오피아 제국)                  | 그랑 코르동 시바의 여왕 훈장 (에티오피아 제국)                  | 마누엘 아마도르 게레로 훈장의 목걸이 (파나마)      | 마누엘 아마도르 게레로 훈장의 목걸이 (파나마)      | 마누엘 아마도르 게레로 훈장의 목걸이 (파나마)      | 마누엘 아마도르 게레로 훈장의 목걸이 (파나마)      | 무함마드 훈장 특급 (모로코)                          | 무함마드 훈장 특급 (모로코)                          | 무함마드 훈장 특급 (모로코)                          | 무함마드 훈장 특급 (모로코)                          | 파키스탄 훈장                                                    | 파키스탄 훈장                                                    | 파키스탄 훈장                                                    | 파키스탄 훈장                                                    |
| 14th Row | 대목걸이 (라자) 시카투나 훈장 (필리핀)                          | 대목걸이 (라자) 시카투나 훈장 (필리핀)                          | 대목걸이 (라자) 시카투나 훈장 (필리핀)                          | 대목걸이 (라자) 시카투나 훈장 (필리핀)                          | 기사 차크리 왕실 훈장 (태국)                       | 기사 차크리 왕실 훈장 (태국)                       | 기사 차크리 왕실 훈장 (태국)                       | 기사 차크리 왕실 훈장 (태국)                       | 최고 대국화장의 대코르동 (일본)                      | 최고 대국화장의 대코르동 (일본)                      | 최고 대국화장의 대코르동 (일본)                      | 최고 대국화장의 대코르동 (일본)                      | 최고 사령관 필리핀 명예 훈장                                     | 최고 사령관 필리핀 명예 훈장                                     | 최고 사령관 필리핀 명예 훈장                                     | 최고 사령관 필리핀 명예 훈장                                     |
| 15th Row | 황금 대명예장과 띠 (오스트리아)                                 | 황금 대명예장과 띠 (오스트리아)                                 | 황금 대명예장과 띠 (오스트리아)                                 | 황금 대명예장과 띠 (오스트리아)                                 | 수훈성 (필리핀 자치령)                             | 수훈성 (필리핀 자치령)                             | 수훈성 (필리핀 자치령)                             | 수훈성 (필리핀 자치령)                             | 메달 밀리테르 (프랑스)                               | 메달 밀리테르 (프랑스)                               | 메달 밀리테르 (프랑스)                               | 메달 밀리테르 (프랑스)                               | 크루아 드 게르 1939-1945 야자나무 문양 (자유 프랑스)             | 크루아 드 게르 1939-1945 야자나무 문양 (자유 프랑스)             | 크루아 드 게르 1939-1945 야자나무 문양 (자유 프랑스)             | 크루아 드 게르 1939-1945 야자나무 문양 (자유 프랑스)             |
| 16th Row | 크루아 드 게르 1940-1945와 야자나무 문양 (벨기에)               | 크루아 드 게르 1940-1945와 야자나무 문양 (벨기에)               | 크루아 드 게르 1940-1945와 야자나무 문양 (벨기에)               | 크루아 드 게르 1940-1945와 야자나무 문양 (벨기에)               | 군사 메달 (룩셈부르크)                             | 군사 메달 (룩셈부르크)                             | 군사 메달 (룩셈부르크)                             | 군사 메달 (룩셈부르크)                             | 체코슬로바키아 전쟁 십자 훈장 1939-1945              | 체코슬로바키아 전쟁 십자 훈장 1939-1945              | 체코슬로바키아 전쟁 십자 훈장 1939-1945              | 체코슬로바키아 전쟁 십자 훈장 1939-1945              | 시민 공로 메달 (멕시코)                                          | 시민 공로 메달 (멕시코)                                          | 시민 공로 메달 (멕시코)                                          | 시민 공로 메달 (멕시코)                                          |
| 17th Row | 기념 전쟁 십자 훈장 1941-1945 (유고슬라비아)                    | 기념 전쟁 십자 훈장 1941-1945 (유고슬라비아)                    | 기념 전쟁 십자 훈장 1941-1945 (유고슬라비아)                    | 기념 전쟁 십자 훈장 1941-1945 (유고슬라비아)                    | 아프리카 스타 '8'과 '1' 장치 (영국)                | 아프리카 스타 '8'과 '1' 장치 (영국)                | 아프리카 스타 '8'과 '1' 장치 (영국)                | 아프리카 스타 '8'과 '1' 장치 (영국)                | 전쟁 메달 (브라질)                                   | 전쟁 메달 (브라질)                                   | 전쟁 메달 (브라질)                                   | 전쟁 메달 (브라질)                                   | 전역 메달 (브라질)                                               | 전역 메달 (브라질)                                               | 전역 메달 (브라질)                                               | 전역 메달 (브라질)                                               |

## 계급 진급일
| No insignia             | 사관생도, 미국 육군사관학교: 1911년 6월 14일                                 |
| No pin insignia in 1915 | 소위, 정규군: 1915년 6월 12일                                                |
|                         | 중위: 1916년 7월 1일                                                         |
|                         | 대위, 정규군: 1917년 5월 15일                                                |
|                         | 소령, 미국 국가 육군: 1918년 6월 17일                                        |
|                         | 중령, 국가 육군: 1918년 10월 20일                                            |
|                         | 대위, 정규군: 1920년 6월 30일 (영구 계급으로 복귀.)                          |
|                         | 소령, 정규군: 1920년 7월 2일                                                 |
|                         | 대위, 정규군: 1922년 11월 4일 (육군 감축으로 소령에서 해고되고 대위로 임관.) |
|                         | 소령, 정규군: 1924년 8월 26일                                                |
|                         | 중령, 정규군: 1936년 7월 1일                                                 |
|                         | 대령, 미국 육군: 1941년 3월 6일                                              |
|                         | 준장, 미 육군: 1941년 9월 29일                                               |
|                         | 소장, 미 육군: 1942년 3월 27일                                               |
|                         | 중장, 미 육군: 1942년 7월 7일                                                |
|                         | 장군, 미 육군: 1943년 2월 11일                                               |
|                         | 준장, 정규군: 1943년 8월 30일                                                |
|                         | 소장, 정규군: 1943년 8월 30일                                                |
|                         | 육군 원수, 미 육군: 1944년 12월 20일                                         |
|                         | 육군 원수, 정규군: 1946년 4월 11일                                           |

출처: 미 육군 임관 장교 공식 등록부, 1946. pg. 205.
참고: 아이젠하워는 1952년 5월 31일 육군에서 은퇴했고, 1952년 7월 18일 대통령 선거에 출마하기 위해 임관을 사임했다. 그는 1961년 1월 20일 대통령직에서 물러났고, 1961년 3월 30일 현역으로 복귀했다.

## 내용주
1. ↑  제1차 세계 대전 중, 미국은 기존 미군 장교들 외에 많은 징집병과 자원병을 포함하는 새로운 조직인 국가 육군을 창설했다. 전쟁 후, 국가 육군은 해체되었고, 국가 육군에서 임시로 진급했던 장교들은 정규군에서의 계급으로 복귀했다.[15][16]
2. ↑  맥아더는 또한 필리핀 육군의 원수 직위를 수락했는데, 아이젠하워는 이에 동의하지 않았다.[46] 맥아더는 나중에 재배치를 거부하고 1937년 12월 미 육군에서 은퇴한 후에도 필리핀 육군에서 계속 복무했다.[47] 아이젠하워는 맥아더의 참모장으로 계속 복무했지만, 1939년 12월에 재배치될 때까지 필리핀 주둔 미군 고위 장교가 되었다.[48]
3. ↑  톰슨은 소장으로 은퇴하여 워싱턴 D.C.에서 살았다.[57] 그의 아내와 그는 아이젠하워 부부와 친해져서 종종 콘트랙트 브리지를 함께 했다.[57] 톰슨은 1954년에 사망했고, 아이젠하워 부부는 그의 장례식에 참석했다.[57][58]
4. ↑  전기 작가 진 에드워드 스미스는 이 통합 지휘 구조가 "연합 전쟁에서 전례 없는 성과"를 나타냈다고 지적한다.[74]
5. ↑  보니에 드 라 샤펠은 암살 후 36시간도 채 되지 않아 프랑스 당국에 의해 처형되었다. 전기 작가 진 에드워드 스미스는 다를랑을 살해한 보니에 드 라 샤펠의 동기는 여전히 불분명하다고 썼다.[84]
6. ↑  횃불 작전에 대응하여 나치 독일은 프랑스 남부도 점령하여 비시 프랑스의 준독립 시대를 끝냈다.[88]
7. ↑  윌리엄 D. 리하이, 조지 마셜, 어니스트 킹, 더글러스 맥아더, 체스터 니미츠, 아이젠하워, 그리고 헨리 아놀드는 모두 1944년 12월에 순차적으로 5성 장군으로 진급하여 군 고위 장교들 간의 서열을 확립했다. 그들은 전시 복무 중 5성 장군 계급을 가진 첫 번째 인물들이었다.[128]
8. ↑  1945년 2월 얄타 회담은 독일에 4개의 점령 지역을 설정했으며, 이는 제2차 세계 대전 중 독일 영토 점령이 전후 독일 통제에 직접적인 영향을 미치지 않음을 의미했다.[133]

### 인용된 저작물
- Ambrose, Stephen (1983). 《Eisenhower: Soldier, General of the Army, President-Elect (1893–1952)》 I. 사이먼 & 슈스터.
- D'Este, Carlo (2003) [2002]. 《Eisenhower: A Soldier's Life》. Macmillan. ISBN 978-0-8050-5687-7.
- Empric, Bruce E. (2024). 《Uncommon Allies: U.S. Army Recipients of Soviet Military Decorations in World War II》. Teufelsberg Press. ISBN 979-8-3444-6807-5.
- Galambos, Louis (2018). 《Eisenhower: Becoming the Leader of the Free World》. Baltimore, MD: Johns Hopkins University Press. ISBN 978-1-4214-2504-7 – 구글 도서 경유.
- Hilkert, David E. (2004). 《Chiefs of the Army Reserve: Biographical Sketches of the United States Army Reserve's Senior Officers》. Fort McPherson, GA: Office of Army Reserve History, United States Army Reserve Command  – Yumpu.com 경유.
- Hitchcock, William I. (2018). 《The Age of Eisenhower: America and the World in the 1950》. Simon & Schuster. ISBN 978-1-4391-7566-8.
- Kennedy, David M. (1999). 《Freedom from Fear: The American People in Depression and War, 1929-1945》. Oxford University Press. ISBN 978-0-19-503834-7.
- Korda, Michael (2007). “Ike: An American Hero”. Harper Collins. ISBN 9780061744969. 2012년 7월 22일에 확인함.
- Patterson, James (1996). 《Grand Expectations: The United States 1945–1974》. Oxford University Press. ISBN 978-0-19-511797-4.
- Pusey, Merlo J. (1956). 《Eisenhower The President》. Macmillan. LCCN 56-8365.
- Smith, Jean Edward (2012). 《Eisenhower in War and Peace》. Random House. ISBN 978-1-4000-6693-3.